# Sázava (okres Benešov)
Sázava (německy Sasau) je město ležící v údolí stejnojmenné řeky v okrese Benešov ve Středočeském kraji. Leží asi 24 kilometrů severovýchodně od Benešova a asi padesát kilometrů jihovýchodně od Prahy. Dálnice D1 Praha – Brno (exit 34) je necelých deset kilometrů. V roce 1997 Sázava získala status města. Žije zde přibližně 3 900 obyvatel.
Nejvýznamnější památkou je bývalý benediktýnský klášter na pravém břehu řeky, který byl založen v 11. století. Sázava proslula i sklárnami se světovou značkou Kavalier (od roku 2009 Kavalierglass).

## Historie

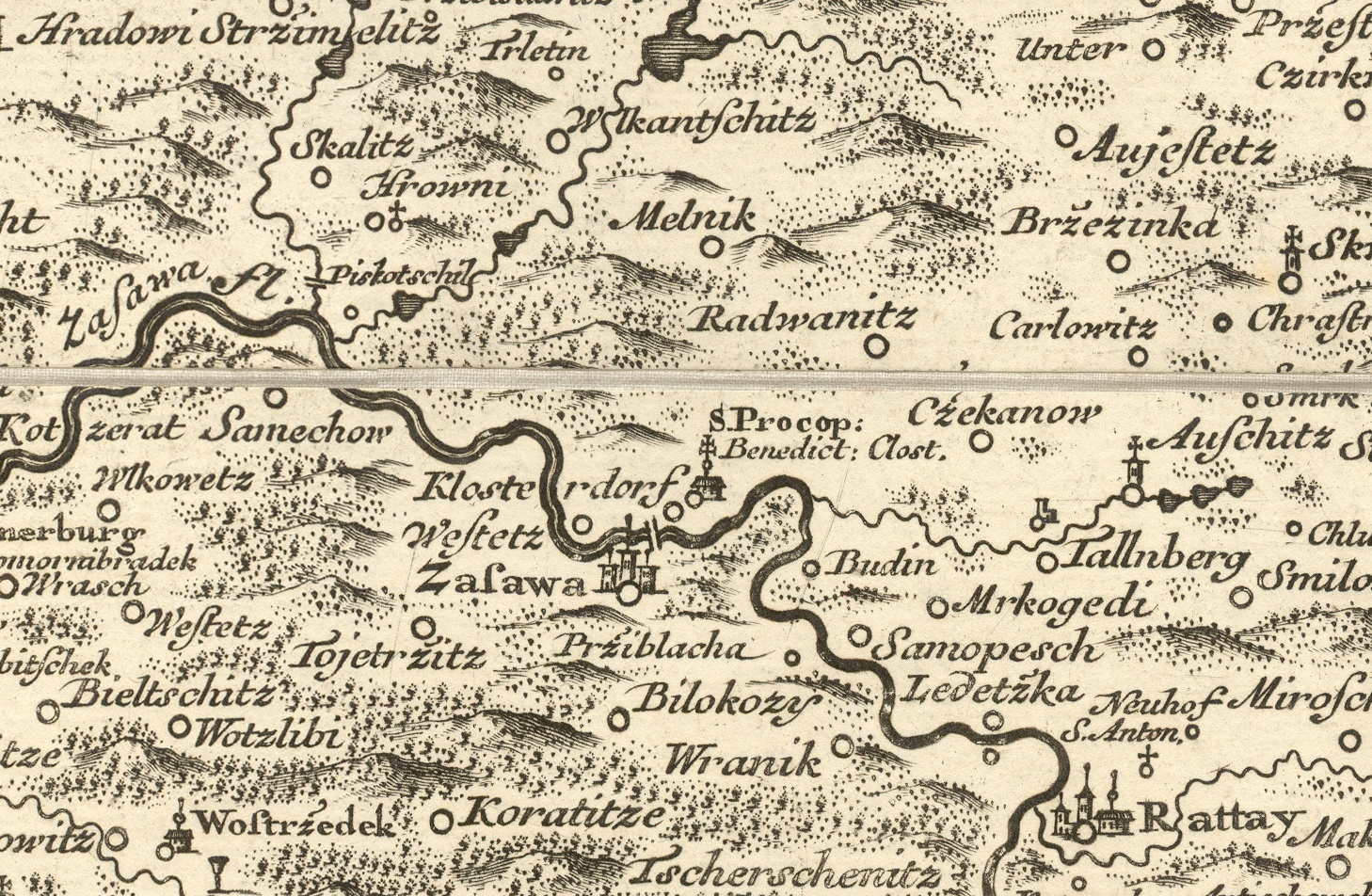
Město Sázava na Müllerově mapě Čech z roku 1720, detail mapového listu č. 13

První stopy osídlení se objevují na místě brodu přes řeku Sázavu a sahají od doby neolitu, přes dobu eneolitu, dobu římskou a slovanské osídlení až do současnosti. Na Bílém kameni u Sázavy se již v době eneolitu těžil za pomoci kamenných nástrojů krystalický vápenec. Vytěžený mramor se upravil do polotvarů, poté byl převezen do sídlišť, kde byl opracováván do ozdobných předmětů. Nalezené kamenné náramky a korálky patří k nejstarším evropským příkladům pravěké těžby. Byly nalezeny až 400 kilometrů od lomu, což poukazuje i na pravěké obchodování. Ve třicátých letech 20. století se na Bílém kameni prováděl výzkum pod vedením Karla Žebery. Bylo objeveno mnoho lomových jam a kamenných nástrojů především z amfibolitu. Vápencové lomy se využívaly ještě v první polovině 20. století. Na Krkavčích skalách nad pravým břehem řeky byla zaznamenána i opevněná sídliště Řivnáčské kultury (začátkem 3. tisíciletí př. Kr.). Z období germánského osídlení se Na Křemelce nalezlo i několik žárových hrobů. Na území obce se našlo slovanské hradiště z 8. a 9. století – Na Šancích. Ještě dnes zde můžeme pozorovat mohutné valy, příkopy a zbytky přístupových cest. Na druhé straně řeky směrem k vesnici Mělník jsou patrné pozůstatky mohylového pohřebiště z druhé poloviny 9. století. V Sázavě se vystřídala řada archeologů, kteří přinesli nové poznatky o historii kláštera, města i okolí. Květoslava Reichertová odkryla pozůstatky kostela sv. Kříže v klášterní zahradě, Petr Sommer zdokumentoval nejstarší části klášterního kostela a Josef Bubeník, Jiří Bernat a Milan Štědra zmapovali hradiště – nejstarší osídlení v okolí Sázavy.

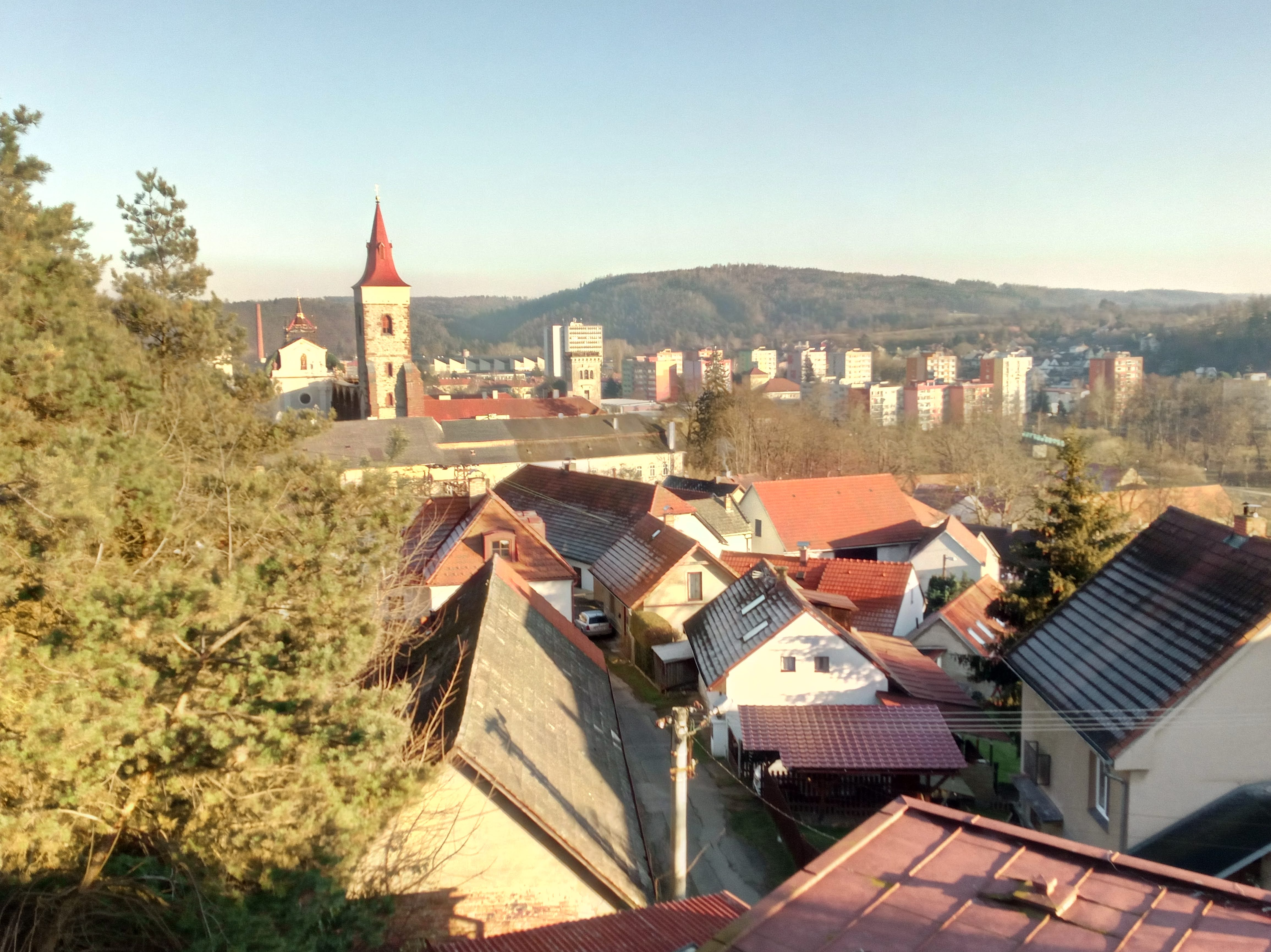
Sázavský klášter s částí zástavby rodinných domů v Černých Budech. V pozadí panelové sídliště, kulturní dům a sklárny Kavalierglass

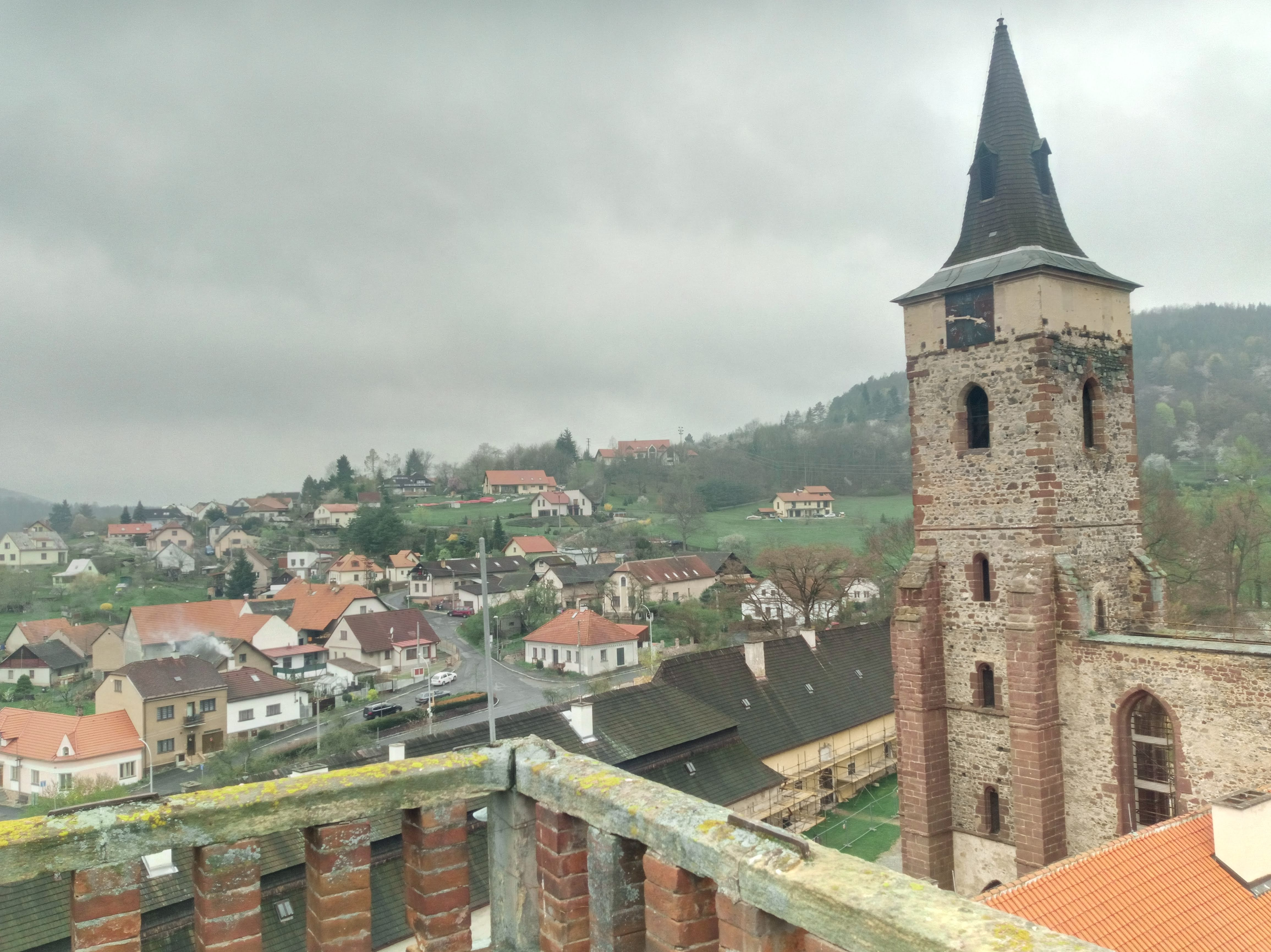
Pohled z neorenesanční věže Sázavského kláštera na Černé Budy. Vpravo Vlkančický kopec

Přechod přes řeku, úrodná půda a údolí chráněné příkrými svahy bylo v 11. století ideálním místem k založení slovanského kláštera. Staroslověnský jazyk byl užíván při bohoslužbách a v písemnictví až do roku 1096. Klášter podporoval přemyslovský kníže Oldřich a později i jeho syn Břetislav I. Ve 13. století, po kanonizaci opata Prokopa, benediktýnští mniši založili na levém břehu řeky osadu Sázava s kostelíkem sv. Martina, odtud pochází první písemná zmínka o městě a o faráři z kostela sv. Martina v Sázavě (1405). V té době zde žili zejména řemeslníci a obyvatelé pracující pro klášter. Díky neustálému budování a dostavování kláštera rostla i koncentrace obyvatel. Důležitá vývojová etapa přišla ve 14. století a to s příchodem gotického slohu. Kamenná románská bazilika podlehla gotickým přestavbám a klášter v nových úpravách získal nepřehlédnutelný vzhled.
Začátek 15. století se nesl v duchu husitských válek. Vojska Pražanů, která táhla v roce 1421 přes Sázavu, nevypálila ani město ani klášter, avšak vyhnala mnichy a zabránila dostavbě monumentálního gotického chrámu s halovým trojlodím i celkovému rozvoji města. Na dvě stě let, až do konce 17. století, klášter chátral v rukou světských pánů z Kunštátu, Švihovských a Valdštejnů. Během tohoto období došlo k velkému poškození až zhroucení částí klášterního areálu. Z rozpadlé krypty kostela byly v roce 1588 vyzdviženy údajné ostatky sv. Prokopa a převezeny do kaple Všech svatých na Pražském hradě. V polovině 17. století skončilo období třicetileté války, přesto se lidé stále potýkali s požáry, povodněmi, chudobou, přetrvávající neúrodou, hladem a nemocemi. S nástupem baroka byly opraveny a nově zaklenuty zborcené části kostela a téměř celý středověký areál kláštera získal nový vzhled. V městečku mniši budovali lázně a současně se prohlubovala a opět stoupala úcta ke sv. Prokopu. Proto se v okolí Sázavy stavěly drobné sakrální stavby jako boží muka, kapličky či studánky. Přicházející poutníci byli zdrojem vítaného příjmu.
V roce 1746 vznikl při obnovovacích pracích v klášteře požár, jehož následky se podařilo díky darům dobrodinců odstranit. Následně přišlo v roce 1785 rozhodnutí císaře Josefa II. o zrušení kláštera. Cennosti a listiny byly z kláštera odvezeny do Prahy na kamerální úřad, další věci byly rozprodány v dražbě a statky byly odevzdány Náboženskému fondu (1803). Bývalý klášterní kostel Panny Marie a sv. Jana Křtitele se stal farním a nově byl zasvěcen sv. Prokopu. V roce 1809 přešla Sázava ve veřejné dražbě do světských rukou rodiny Tiegelových. V roce 1869 klášter koupil pán z Neuberka, který neorenesančními úpravami setřel sakrální charakter klášterních budov. V roce 1951 převzal stát správu Sázavského kláštera a od roku 1962 je areál národní kulturní památkou.

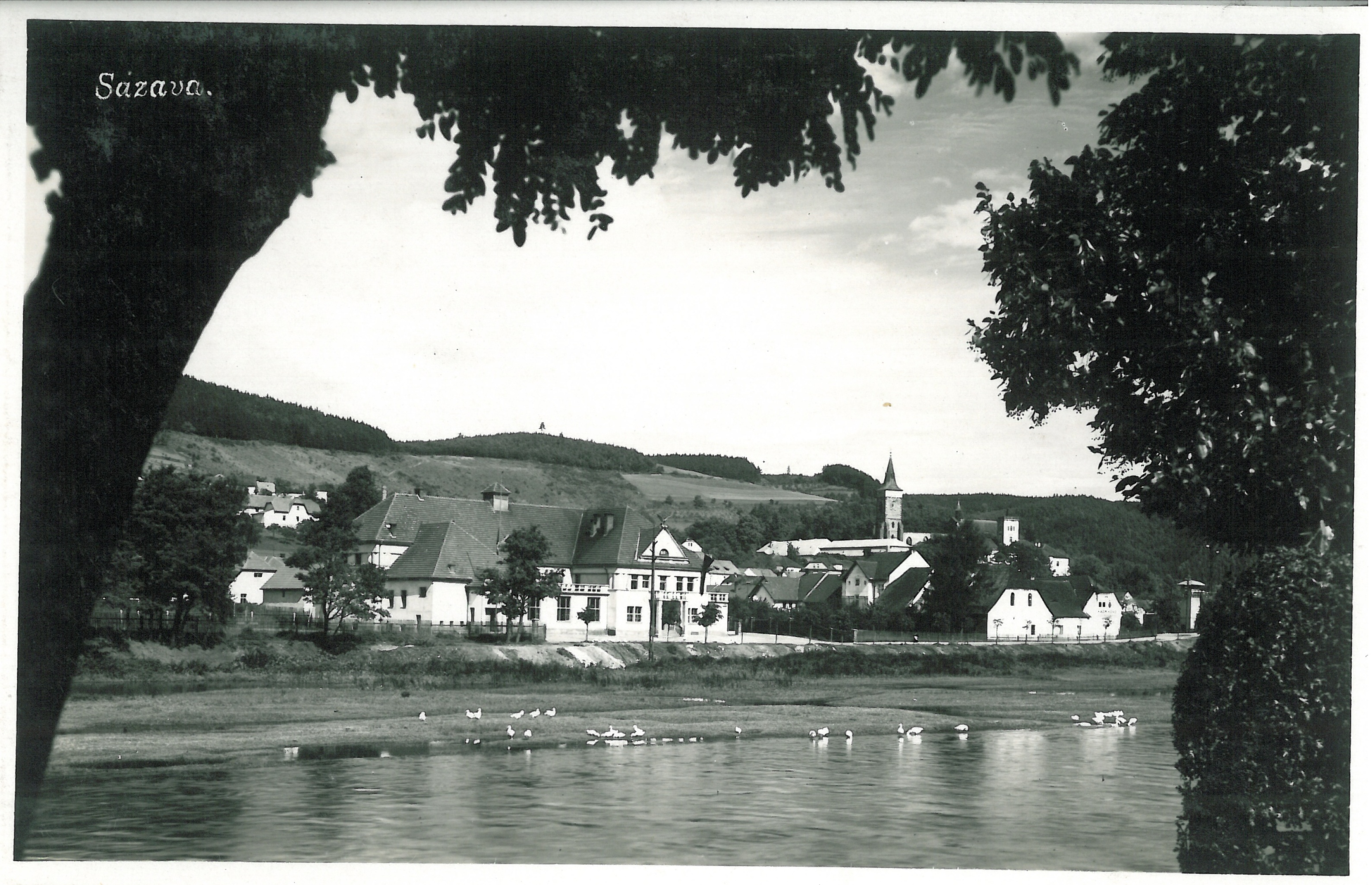
Sokolovna v Černých BudechPrvní republika, autor: Rudolf Riegr

V první polovině 19. stolení založil František Kavalír Svatoprokopskou sklářskou huť u mlýna na Kácku. Při huti vznikla i samostatná sklářská osada. Později byly postaveny další sklářské modernější hutě František, Josef a Vladimír. Sázavské hutě užívaly jako palivo hlavně dřevo, které bylo těženo v okolních lesích. Spotřeba dřeva byla velká, proto se dopravovalo pomocí vorů po řece ze Šternberského panství. Sklářská technologie se stále vyvíjela a zdokonalovala, sklárny se rozrůstaly. Svatoprokopská huť i huť Vladimír padly za oběť při přestavbách velkého moderního závodu a při zavedení dopravní vlečky. Ta se od roku 2002 už nevyužívá.
Počátkem 20. století se začala zlepšovat infrastruktura např. stavbou železnice (Antonín Mladějovský) či odstřelem části Krkavčí skály, což otevřelo novou a bezpečnou cestu na Prahu. V roce 1901 došlo ke slavnostnímu otevření Posázavské dráhy Kolín–Čerčany. Vybudované nádraží a trať byly pro Sázavu značnou výhodou. Sklárny zjednodušily dovoz surovin i vývoz produktů, stoupal turistický ruch.
Hlídala se výška hladiny řeky. Z dochovaných povodňových značek je patrné, že se Sázavou prohnalo několik velkých a ničivých povodní (1845, 1862, 1891). Velká voda často strhávala dřevěný most. Upravilo se proto řečiště a zpevnily se břehy, což umožnilo v roce 1905 dostavět dlouho očekávaný ocelový most.

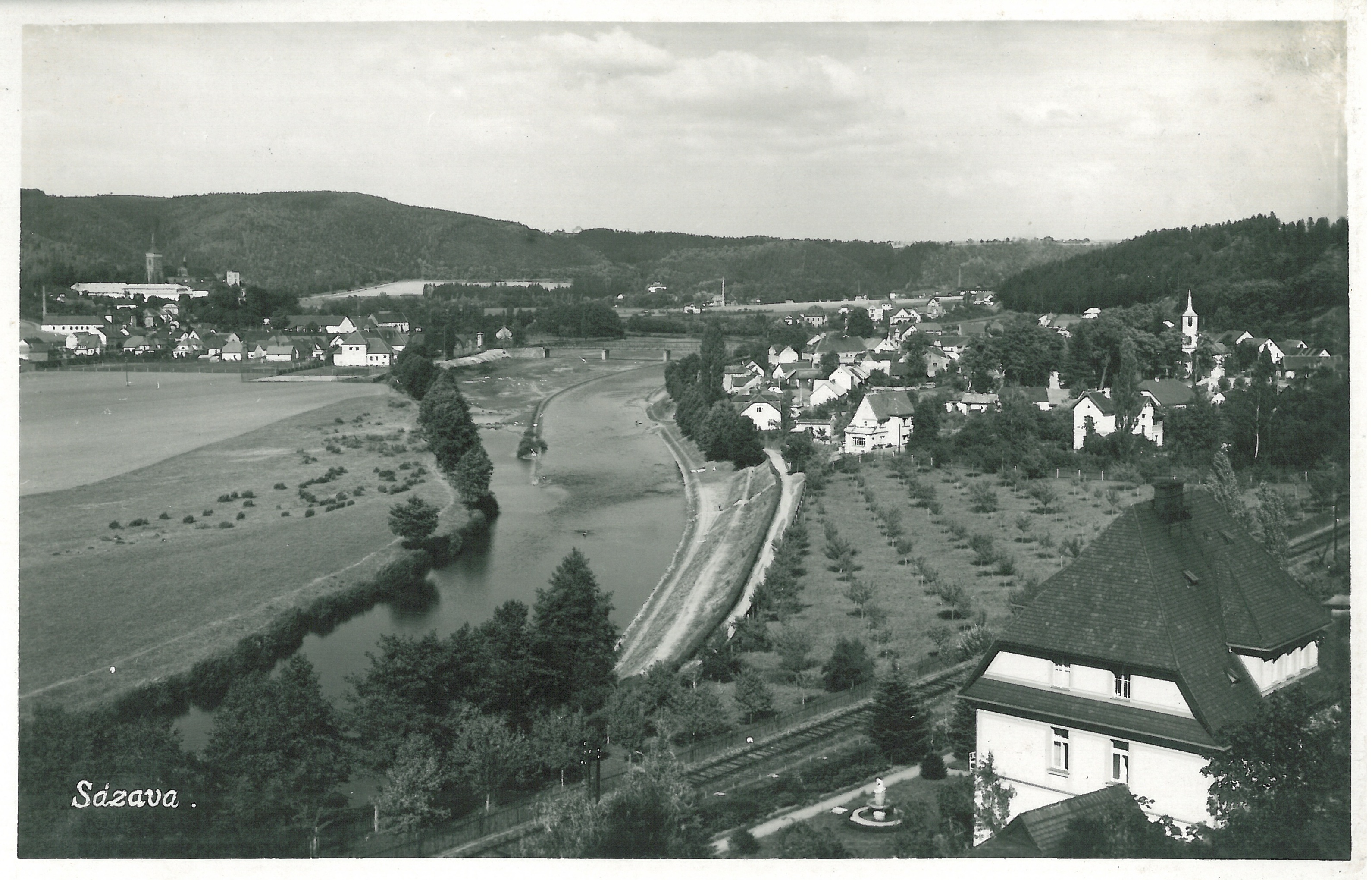
Vpravo Černé Budy a klášter, uprostřed regulace řeky a nový most, v pozadí sklárenské komíny, vlevo stará Sázava s kostelem sv. Martina, v popředí již vybudovaná trať. Autor: Rudolf Riegr, První republika

Po válce se městečko dočkalo elektrifikace (1928). Velká hospodářská krize (1929) poznamenala sklárny i drobné řemeslníky. Začal se rozvíjet kulturní život a Sokolská jednota postavila na pravém břehu řeky velkou sokolovnu. V městysi Sázava (přísl. Černé Budy, 1520 obyvatel) byly v roce 1932 evidovány tyto živnosti a obchody:
- Instituce a průmysl: poštovní úřad, telegrafní úřad, telefonní úřad, četnická stanice, 2 katolické kostely, sbor dobrovolných hasičů, 3 výrobny cementového zboží, cihelna, 2 výrobci čepic, elektrotechnický závod, továrna na vinné destiláty a likérové speciality Václav Souček, 2 mlýny, pila, stáčírna lahvového piva, 2 výrobci prádla, Kavalierovy sklárny, stavitel, 2 výrobci obuvnických svršků, velkostatek.
- Služby (výběr): 2 lékaři, bio Sokol, 2 cukráři, dekorace, 2 drogerie, hodinář, 6 hostinců, hotel Sázava, kapelník, knihař, kožišník, lékárna, 2 malíři, obchod s obuví Baťa, 3 porodní asistentky, radiopotřeby, 5 řezníků, 2 sedláři, 10 obchodů se smíšeným zbožím, Občanská záložna v Zásmukách, Spořitelní a záložní spolek pro Sázavu, tesařský mistr, 4 zahradnictví, zednický mistr, zubní ateliér.

Ve třicátých letech se v Sázavě budovala i kanalizace, na Bílém kameni a v klášteře probíhal rozsáhlý archeologický výzkum a dále se regulovala řeka. Současně se vyhrocovaly vztahy mezi Československem a Německem, v roce 1938 byla vyhlášena úplná mobilizace a do Sázavy byla přidělena četa vojáků, kteří hlídali přístupové cesty do města. V protektorátě sklárna začala omezovat výrobu, snižovaly se příděly potravin i oblečení. Městečko dostalo německý název Sasau a Černé Budy Klostrdorf. V roce 1941 byli ze Sázavy odvlečeni všichni Židé (32 lidí). Němci rozpustili benediktýnský řád a majetek kláštera byl zabaven. V roce 1945 se stala Sázava azylem německých civilistů a českých uprchlíků. Sklárny se rychle dokázaly přizpůsobit potřebám válečného trhu. Ukončila se výroba laboratorního skla a zavedla se výroba obalového a konzervového skla. Pro udržení provozu skláren bylo zapotřebí mnoho pracovních sil, díky tomu nebylo tolik lidí nasazeno do německé říše.
Po druhé světové válce došlo ke znárodnění skláren, kapacita závodu nestačila a nastala nová etapa rozvoje a výstavby, která trojnásobně zvýšila výrobu. Sklárny i celá Sázava se socialisticky rozrůstala. Po sametové revoluci došlo k dalším výstavbám a opravám, přes řeku byla položena nová lávka pro pěší, zavedl se plyn a kanalizace a sklárny se staly akciovou společností. V roce 1997 získala Sázava status města a v roce 1999 došlo k výstavbě nového náměstí Voskovce a Wericha.

## 21. století

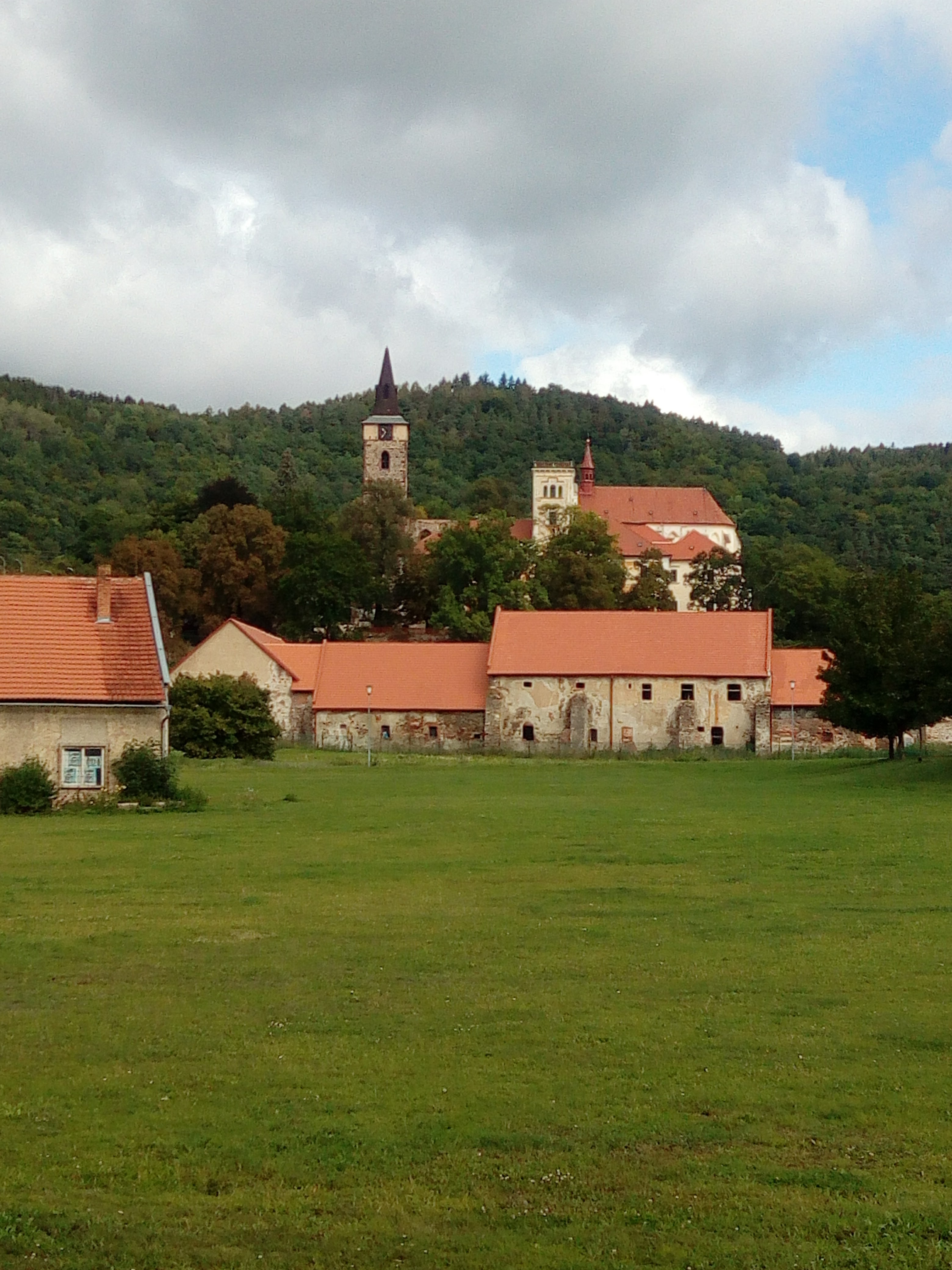
Pohled ze zelené klidové zóny ve středu města Sázava severně na statek a klášter

Sázavský klášter prošel první fází rozsáhlé rekonstrukce, při níž byl opraven kostel svatého Prokopa, gotické torzo a fara. Město Sázava s klášterem a celým okolím zaujalo tvůrce z Warhorse Studios, kteří vytvořili v roku 2018 středověkem inspirovanou RPG videohru Kingdom Come: Deliverance. Město Sázava vyřešilo problém se stoletou vodou a nechala vybudovat protipovodňové hráze, které zpevňují levý i pravý břeh řeky. Stavba byla dokončena v roce 2018.

## Přírodní poměry
Město Sázava leží v oblasti Středočeské pahorkatiny u hranic s Českomoravskou vrchovinou na hranicích Benešovské a Vlašimské pahorkatiny a na okraji Kutnohorské plošiny. V Benešovské pahorkatině se nachází v podcelku Dobříšské pahorkatiny v okrsku Divišovské vrchoviny a ve Vlašimské pahorkatině v podcelku Mladovožické pahorkatiny a okrsku Kácovské pahorkatiny. Nejvyššími body na území města jsou vrch Na sedlišti (456 metrů) a Vlkančický kopec (441,4 metru). Nejníže položeným bodem je místo, kde řeka Sázava opouští hranice města – Plužiny (282 metrů).

### Umístění města v krajině

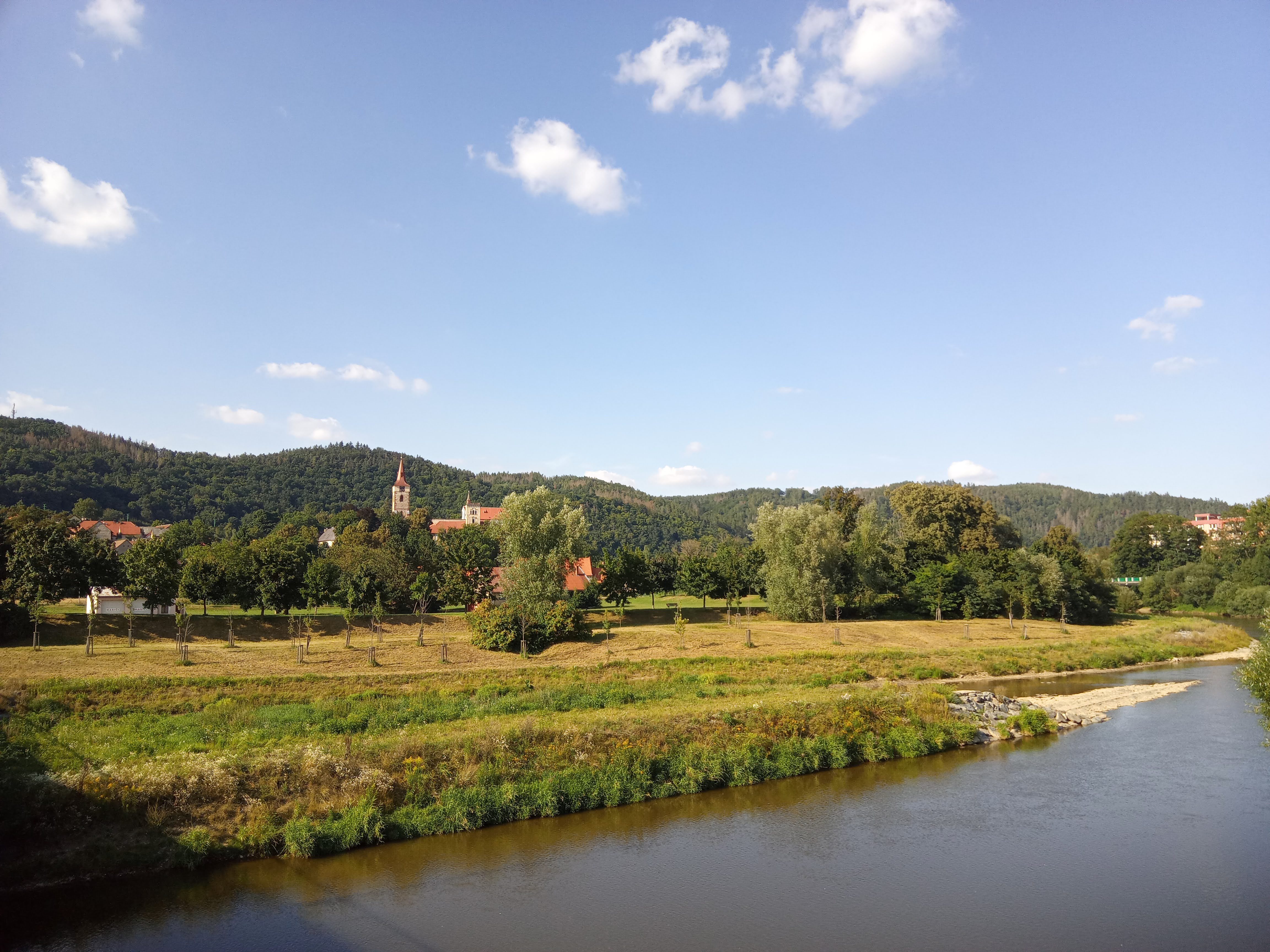
Řeka Sázava s regulační hrází a alejí s pohledem na klášter a na nezastavěnou část v centru města

Sázava se nachází ve skalnatém údolí v meandru řeky. Město je obklopeno hustými lesy, hřebenem Na Davídkách a Krkavčími skalami na pravém břehu řeky. Levý břeh lemují strmé stráně a skály nad Sedlištěm, nad Vosovkou a nad Plužinami.
Ve městě i okolí byly postupně vysazovány lípy. Některé tu stojí stovky let a jsou chráněnými památnými stromy. Po roce 1918 bylo vysazeno mnoho dalších lip jako stromů republiky. V roce 2018 bylo vysázeno na 100 lip do jednořadých alejí podél pěší zóny nebo do skupin na prostranstvích.

### Řeka Sázava

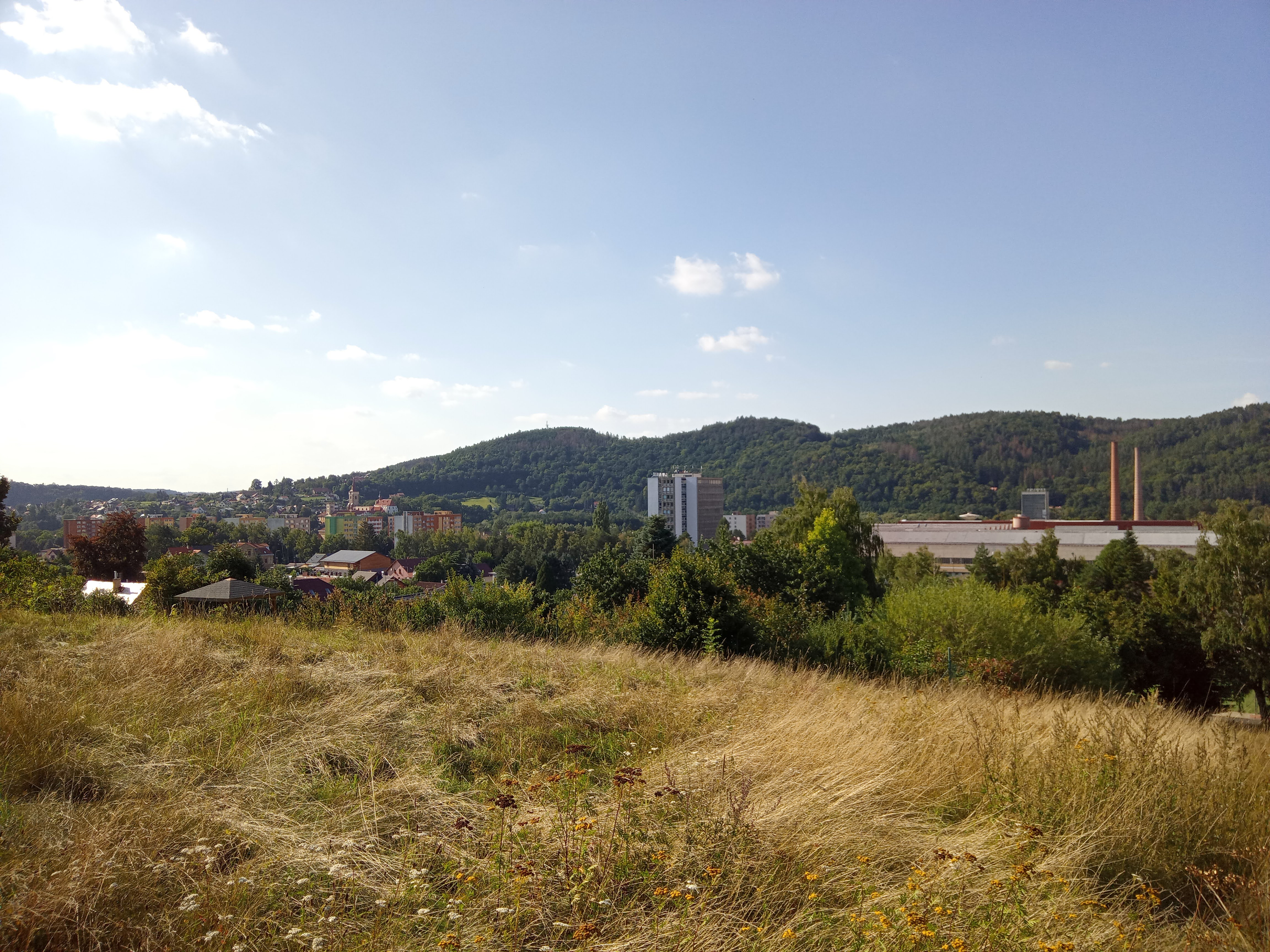
Pohled z kopce Skřivánek. Vpravo areál skláren, uprostřed Sázavský klášter, v pozadí část Černých Bud a Vlkančický kopec

Řeka Sázava měří od pramene k soutoku 225,9 km. Pramení ve Žďárských vrších a ústí do řeky Vltavy jako její největší pravostranný přítok. Ve střední části toku vytváří řeka výrazné meandry. První písemná zmínka je v latinských pramenech z roku 1045 "flumen ZAZOA", v roce 1273 flumen ZAZAUA, v roce 1362 aqua de ZAZAUIA a SASSAWA z roku 1481.
Sázava jako praslovanské jméno může být odvozeno od slovesa „sázeti“ a označovat řeku usazující hodně nánosu, tj. usazující se.
Řeka je na několika částech chráněným biotopem a evropsky významnou lokalitou s výskytem vzácné škeble ploché, okružanky říční, velevruba tupého a hořavky duhové.

### Ochrana přírody
Národní přírodní rezervace Ve Studeném leží na levém břehu řeky Sázavy asi dva kilometry po proudu od města a patří k nejstarším chráněným územím ve středních Čechách. Rezervace chrání přirozené lesní porosty tvořené převážně bučinami a suťovými lesy. Na levém břehu řeky, jihovýchodně od města, se nachází přírodní rezervace Posázavské bučiny, která chrání soustavu přirozených pralesů a rozkládá se na rozloze 21,13 ha. Součástí rezervace je i lokalita Bílý kámen, pojmenovaná dle naleziště bílého mramoru.

## Obyvatelstvo
| Rok            | 1869 | 1880 | 1890 | 1900 | 1910 | 1921 | 1930 | 1950  | 1961  | 1970  | 1980  | 1991  | 2001  | 2011  | 2021  |
| -------------- | ---- | ---- | ---- | ---- | ---- | ---- | ---- | ----- | ----- | ----- | ----- | ----- | ----- | ----- | ----- |
| Počet obyvatel | 727  | 714  | 643  | 722  | 661  | 762  | 984  | 1 176 | 1 515 | 2 050 | 2 955 | 2 906 | 2 913 | 2 843 | 2 716 |
| Počet domů     | 72   | 76   | 75   | 79   | 92   | 117  | 176  | 227   | 447   | 280   | 310   | 358   | 388   | 436   | 464   |

## Městská správa

### Části města
- Bělokozly
- Černé Budy
- Čeřenice
- Dojetřice
- Sázava

V letech 1850–1890 k městu patřily i Benátky.

### Územněsprávní začlenění
Dějiny územněsprávního začleňování zahrnují období od roku 1850 do současnosti.
V chronologickém přehledu je uvedena územně administrativní příslušnost města v roce, kdy ke změně došlo:
- 1850 země česká, kraj Pardubice, politický okres Kolín, soudní okres Uhlířské Janovice[30]
- 1855 země česká, kraj Čáslav, soudní okres Uhlířské Janovice
- 1868 země česká, politický okres Kutná Hora, soudní okres Uhlířské Janovice
- 1939 země česká, Oberlandrat Kolín, politický okres Kutná Hora, soudní okres Uhlířské Janovice[31]
- 1942 země česká, Oberlandrat Praha, politický okres Kutná Hora, soudní okres Uhlířské Janovice[32]
- 1945 země česká, správní okres Kutná Hora, soudní okres Uhlířské Janovice[33]
- 1949 Pražský kraj, okres Kutná Hora[34]
- 1960 Středočeský kraj, okres Kutná Hora
- k 12. listopadu 2000 Středočeský kraj, okres Benešov
- 2003 Středočeský kraj, okres Benešov, obec s rozšířenou působností Benešov

### Městské symboly
Český heraldik Jiří Louda v roce 1997 vytvořil pro Sázavu městský znak a vlajku v souvislosti se získáním statutu města. Znak a vlajka byly městu uděleny rozhodnutím předsedy Poslanecké sněmovny Parlamentu České republiky dne 19. května 1998. Ve znaku se nacházejí modré vlny jako symbol řeky, červená věž kostela svatého Prokopa se čtyřmi červenými gotickými oblouky nedostavěného trojlodí jako symbol kláštera, černá benediktýnská kápě symbolizuje mnišství a zlatá berla odkazuje na opatství. Vlajku tvoří tři zvlněné barevné pruhy (bílá nahoře, červená uprostřed, modrá dole).

## Doprava
Dopravní síť
- Pozemní komunikace – Městem procházejí silnice II/110 Benešov – Ostředek – Sázava a II/335 Mnichovice – Sázava – Uhlířské Janovice – Zbraslavice.
- Železnice – Město leží na železniční trati 212 Čerčany – Sázava – Zruč nad Sázavou – Světlá nad Sázavou. Je to jednokolejná regionální trať, doprava byla v úseku Čerčany–Kácov zahájena roku 1901. Na území města leží železniční zastávky Plužiny, Sázava zastávka, železniční stanice Sázava - Černé Budy a železniční zastávka Samopše.

Veřejná doprava 2021
- Autobusová doprava – Městem projíždějí integrované autobusové linky: 382 - Praha Háje - Sázava, 421 - Kolín - Svojšice - Kouřim - Sázava, 770 - Uhlířské Janovice - Sázava - Benešov, 771 - Kácov - Rataje nad Sázavou - Sázava, 772 - Uhlířské Janovice - Úžice - Sázava, 773 - Sázava - Choratice - Sázava.
- Železniční doprava – Trať 212 - Čerčany - Světlá nad Sázavou
- Cyklistika – Městem vede cyklotrasa č. 19 Havlíčkův Brod – Zruč nad Sázavou – Český Šternberk – Sázava – Týnec nad Sázavou – Davle.
- Pěší turistika – Městem vedou turistické trasy: červeně značená trasa Čerčany – Chocerady – Sázava – Rataje nad Sázavou – Český Šternberk – Zruč nad Sázavou, modře značená trasa Český Šternberk – Bělokozly – Sázava – Konojedy – Jevany a zeleně značená trasa Kouřim – Sázava – Samopše – Český Šternberk.

## Společnost
Sázava je spjata s vodáctvím a trempinkem, který má kořeny na počátku 20. století. Konají se zde sportovní, hudební i divadelní akce např.:
- Svatoprokopská pouť – Sázavský klášter je poutním místem. Každoročně do kláštera míří poutníci a různá procesí oslavující Prokopovo svatořečení. Římskokatolická farnost v Sázavě koná v tento čas poutní bohoslužby. Na svátek sv. Prokopa (4. července) se koná na prostranství pod klášterem slavná svatoprokopská světská pouť s mnoha atrakcemi a stánky.
- Sokol a TJ Kavalier – Jednota Sokol měla v Sázavě tradici již od roku 1910, zajišťovala kulturní dění v obci. V roce 1966 byl Sokol Kavalier přejmenován na TJ Kavalier a stále pokračuje zejména v pořádání sportovních kroužků a závodů pro veřejnost.
- Masopust – tradiční průvod masek, který prochází městem a o kterém se zmiňují již staré kroniky. Tuto tradici udržoval spolek Obec baráčníků, pak ji převzalo město ve spolupráci se základní školou a divadelním souborem. Průvod vychází v čele s kapelou přímo z nádvoří kláštera a končí na náměstí V+W, kde porota vybírá ty nejlepší masky. Na akci se podílí nejen město, ale i ochotnický divadelní spolek a Obec baráčníků.
- Divadelní soubor Jiřího Voskovce Sázava – Samotný soubor je v kronikách zaznamenán již od roku 1897 jako Ochotnický kroužek. Činnost ochotníků doplňovali hráči na drnkací nástroje tzv. "tamburaši". Divadelníci od roku 2000 pravidelně pořádají reprezentativní přehlídku amatérských hudebních divadel nazvanou Voskovcova Sázava.[37]
- Voskování – rozhlasový pořad Českého rozhlasu, který se několik let od roku 1998 pravidelně natáčel v prostorách kulturní síně U Martina. Hostem pořadu byl nespočet známých osobností ze světa kultury i politiky. Řada témat se vztahovala k výročí narození Jiřího Voskovce.

## Urbanisticko-architektonická skladba města Sázavy

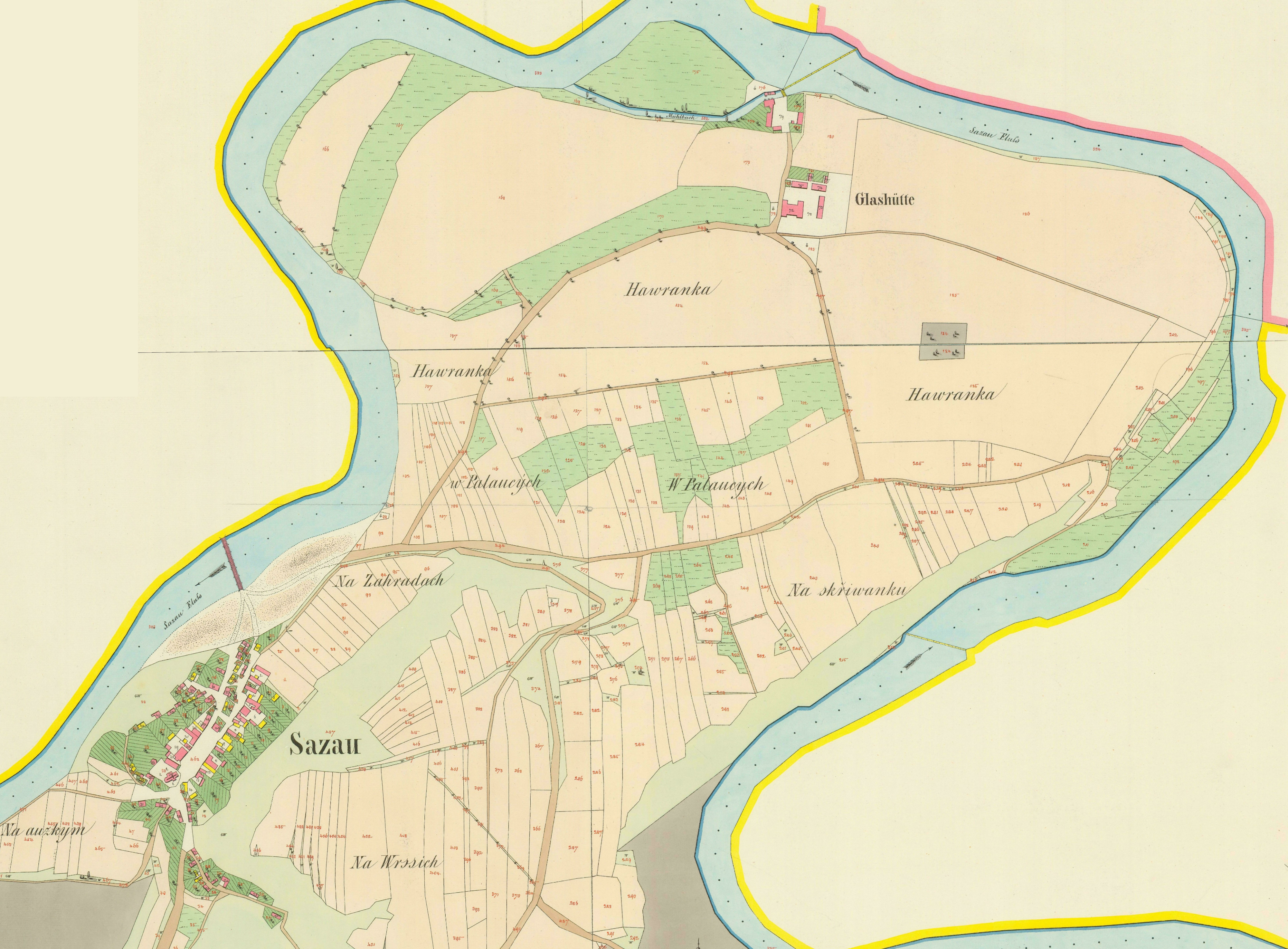
Městečko Sázava na levém břehu řeky s novou sklářskou hutí Františka Kavalíra. Císařské mapy z roku 1841

Současné město je složeno ze tří původně samostatných částí: Z osady Černé Budy s klášterem svatého Prokopa, z městečka Sázava s kostelem svatého Martina a ze sklářské kolonie kolem kavalierovských hutí na levé straně řeky.

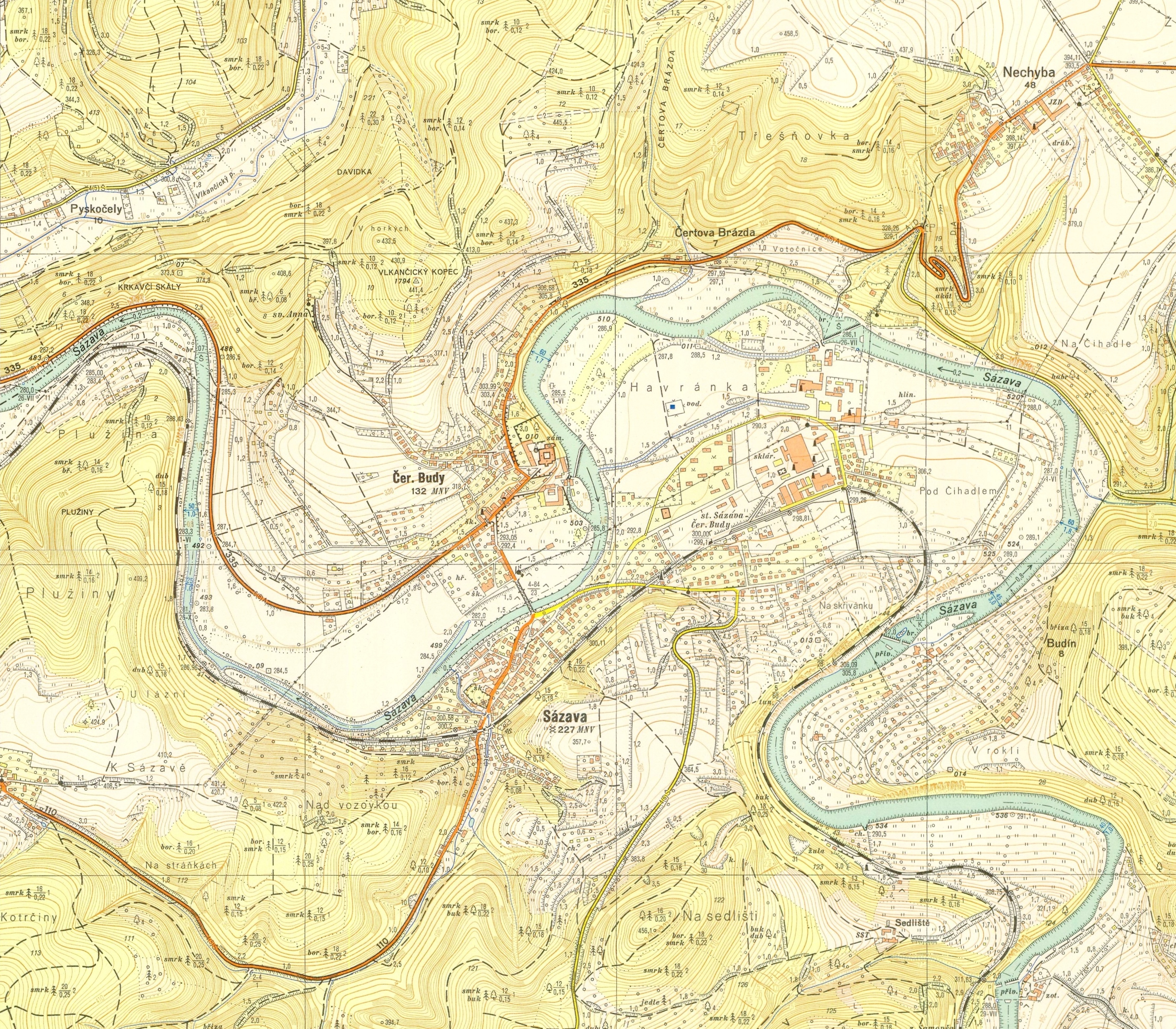
Město Sázava, výřez z topografické mapy z roku 1960

Klášter z počátku 11. století je nejvýznamnějším a nejvýraznějším architektonicko-urbanistickým komponentem sázavského údolí. Jeho areál se rozkládá na trojúhelníkové terénní skalnaté ostrožně, která se vypíná na ostrém terénním zdvihu nad pravým břehem řeky Sázavy, jako doznění táhlého svahu kopce zvaný Veletín. Tam při klášteře vznikla i osada Černé Budy, zemědělská lokalita s malými usedlostmi. Klášter a kostel byly zprvu postaveny ze dřeva. V roce 1070 byla vysvěcena první kamenná tetrakonchální stavba kostelíku svatého Kříže v laické osadě severně od kláštera. Románské stavby byly na konci 13. století goticky přestavovány a následovalo opevňování celého komplexu. Ve 13. století bylo na levém břehu řeky Sázavy, na ostrožně nad Dojetřickým potokem, založeno trhové městečko s protáhlým obdélným náměstím a kostelem svatého Martina. Na přelomu 15. a 16. století páni z Kunštátu vybudovali v areálu kláštera tvrz, která se nedochovala. Až v období baroka se klášteru dostala potřebná péče a opravy. V 18. století benediktýni založili malé lázně na levém břehu řeky. Klášter, který byl v roce 1785 zrušen, sloužil od počátku 19. století jako zámecké sídlo. Ve druhé polovině 19. století byl neorenesančně přestavěn.
Černé Budy i městečko Sázava byly až do 18. století spíše malými sídlišti. Až v první polovině 19. století se začal zvětšovat počet drobné domkářské zástavby. Mapa stabilního katastru z roku 1841 zachycuje urbanistický vývoj již s novou sklářskou hutí Františka Kavalíra, která byla postavena u mlýna Na Kácku. Mlýn byl několikrát zbourán a přestavěn. Konečnou podobu mu vtiskla přestavba z roku 1878. Později byl mlýn Františkem Křižíkem přebudován na elektrárnu pro sklářskou huť. Sklárny měly značný vliv na růst a rozvoj města. Požár roku 1848 zpustošil téměř celé městečko. Většina lidových a roubených staveb shořela, byl velmi poničen kostel svatého Martina i škola. Obnova domků se nesla již v modernějším stylu padesátých a šedesátých let 19. století. Město se stalo oblíbeným rekreačním letoviskem. První sázavská vila byla nazvána Prokopka, následovala stavba honosné Bízkovy vily s rybníčky a vinicemi a pak mnoho dalších. Nad zámeckým jezem se vybudovalo i koupaliště.
Začátkem 20. století, se zavedením železnice, vzrůstal počet obytných domků i vilek. Zástavba vyplňovala proluky a prázdné plochy mezi sklárnami, nádražím a městečkem.

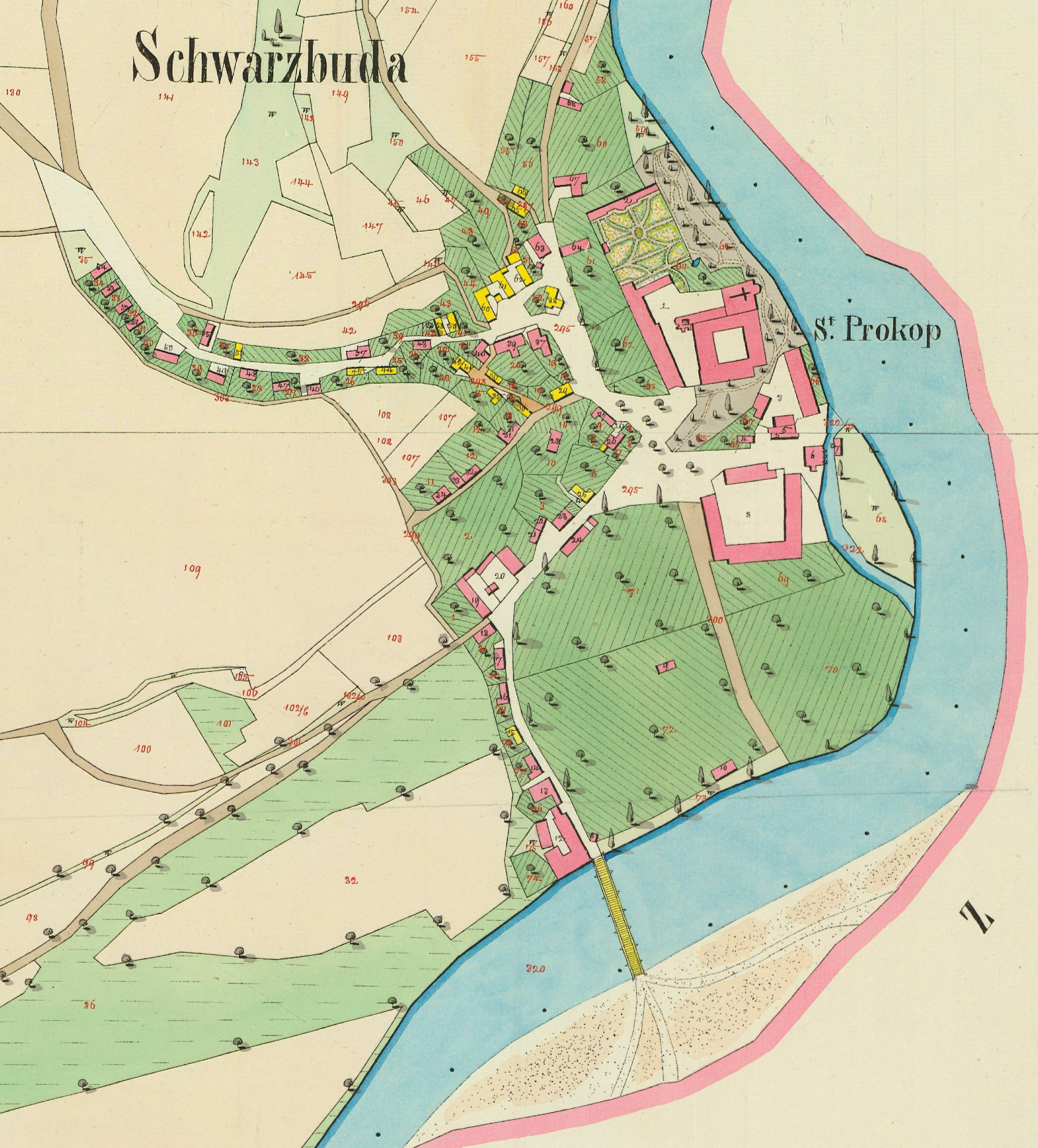
Černé Budy s klášterem na pravém břehu řeky Sázavy. Císařské mapy z roku 1841

Při stavbě nového ocelového mostu se upravovalo řečiště Sázavy a zalesňovaly se stráně nad řekou. Koryto řeky se přesunulo více vlevo, strana nábřeží byla zpevněna a působila jako protipovodňová hráz. Velká regulace toku značně změnila vzhled obcí Černé Budy a Sázavy.
V roce 1920 Sokolská jednota začala budovat nákladnou stavbu sokolovny s cvičištěm. V ulici Ivana Javora, ve vilové čtvrti Na Křemelce, byla v roce 1930 postavena avantgardní patrová letní vila od architekta K. Stráníka (čp. 177). V letech 1939–1941 byl u nového mostu vystavěn moderní funkcionalisticko – konstruktivistický kostel církve Československé husitské, Sbor opata Prokopa.
V poválečném období se Sázava socialisticky rozrůstala podle vypracovaného směrného územního plánu, který určil základní formu nové výstavby. Byl postaven kulturní dům a sklárny Kavalier rozšiřovaly, modernizovaly a ekologizovaly celý závod. Vedle starší cihlové třípodlažní bytové výstavby situované v bezprostřední blízkosti skláren se začalo stavět sídliště z devítipodlažních železobetonových budov na principu hřebínkového řazení. Následovala výstavba Drábovy zahrady a dalších šestipodlažních obytných budov. Tím byla dokončena první fáze nové výstavby Sázavy na levém břehu (autor projektu Ing. arch. Radim Dejmal). Současně s bytovou výstavbou byla budována občanská vybavenost – zdravotní středisko a obchodní dům Zář, opět podle návrhu Ing. arch. R. Dejmala. V Černých Budech se rozvíjela výstavba zejména rodinných domků a chatek. Rekreační chatky vyrůstaly i v okolí městečka a podél řeky. Pod jezem v Hutích se vybudovala kovová lávka pro pěší. V 70. letech 20. století byl stržen starý ocelový most, nahradil ho nový železobetonový. Z rampy původního mostu se stal parčík s vyhlídkou na řeku a na klášter. Pod zámkem byl přebudován původní jez. Stoupal počet obyvatel.
Sklárny se svým neustálým rozvojem potřebovaly další pracovní síly, ale kapacita stavebních ploch byla vyčerpána. Začalo se uvažovat o další a razantnější výstavbě na území Černých Bud, které se přímo vázalo k areálu kláštera. Byla proto v roce 1972 katedrou teorie a vývoje architektury Stavební fakulty ČVUT zpracována historicko-kompoziční studie, která měla řešit úplnou přestavbu stávající výstavby. Autorem studie byli Ing. arch. Svatopluk Voděra a doc. Ing. arch. M. Zachystal CSc. Byl vypracován i podrobný stavebně historický a stavebně technický posudek dosavadní zástavby Černých Bud. Studie nebyla realizována.

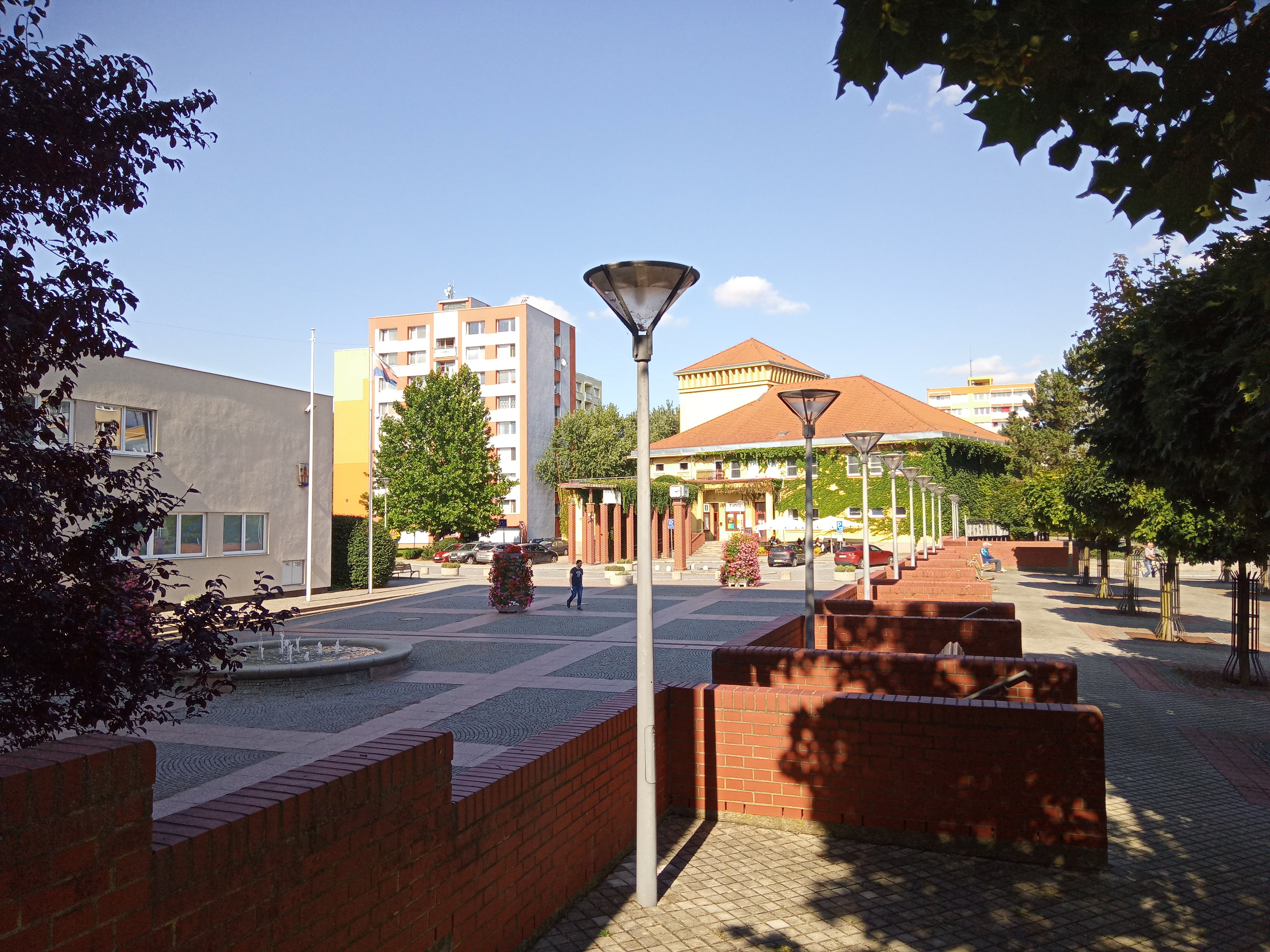
Náměstí Voskovce a Wericha s kašnou. Vlevo dům MÚ Sázava a Česká pošta, uprostřed Kulturní dům, v pozadí paneláková zástavba.

V roce 1976 bylo kolem kláštera vyhlášeno památkové pásmo. V roce 1997 Sázava získala statut města. Ve středu panelové zástavby bylo vybudováno v roce 1999 náměstí Voskovce a Wericha podle arch. Zdeňka Žilky a Františka Pospíšila. Náměstí se stalo výrazným atributem města. Do spodní části náměstí se v roce 2000 postavila žulová fontána s motivem románské tetrakonchy. V centru náměstí byla na dlažbu umístěna pamětní bronzová deska Voskovce a Wericha od akademického sochaře Laca Sorokáče.
V dalších letech se s centrem propojily Černé Budy postavením pěší lávky. Na levém břehu, v meandru řeky proti klášteru, byl vybudován krajinářský park Havránka, přírodní lokalita v centru Sázavy. Tento prostor byl v roce 2005 rozsáhle upraven, vytvořily se tůně a ostrůvky. Po dokončení se otevřel veřejnosti. Stal se útočištěm mnoha živočichů a dokonce zde hnízdí i ledňáček říční. Areál barokního panského statku, mlýna a pivovaru, ležící při jižní patě klášterního kopce je v soukromém vlastnictví a chátrá.
Mezi mostem, řekou a klášterem se nachází nezastavěná plocha, která je reálným středem města a cenným krajinným prvkem. Leží zde heliport, kde již mnohokrát přistávala letecká záchranná služba.[zdroj?]

## Pamětihodnosti

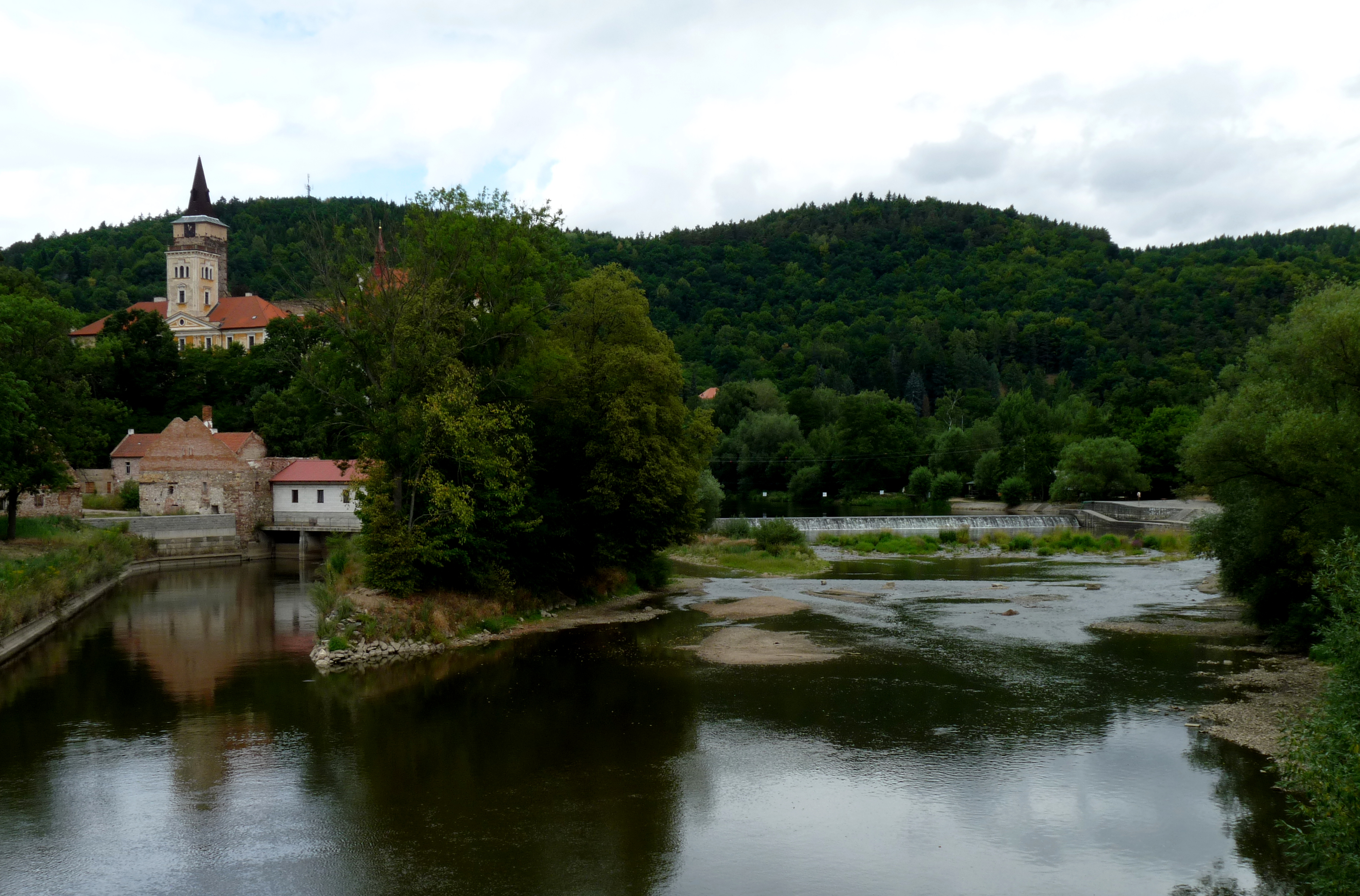
Bývalý pivovar se Sázavským klášterem

- Sázavský klášter byl založen na začátku 11. století knížetem Oldřichem a svatým Prokopem. Klášter rozvíjel slovanskou liturgii, užívala se staroslověnština, ve které byla sepsána řada náboženských a historických textů. V roce 1785 císař Josef II. klášter zrušil. Světští pánové klášter přestavěli na zámek v klasicistním stylu. V roce 1940 proběhla oprava celého komplexu. V kapitulní síni byly odkryty výjimečné středověké nástěnné malby zobrazující motivy ze života Panny Marie (Madona v naději, Madona Sázavská...). Do správy státu se klášter dostal v roce 1951[14] a od roku 1962 se stal národní kulturní památkou. Klášterní kostel a gotické torzo prošly rozsáhlou památkovou obnovou (2018-2021).
- Základy kostela svatého Kříže se nacházejí v zahradě areálu Sázavského kláštera. Jedná se o zbytky románského kostela svatého Kříže z 11. století ve tvaru tetrakonchy, které objevila archeoložka Květoslava Reichertová v sedmdesátých letech 20. století.
- Kostel svatého Martina: Byl postaven ve 13. století na levém břehu řeky pravděpodobně jako jednolodní gotický kostel zasvěcený sv. Martinovi. Na přelomu 13. a 14. století do areálu kostela byla přemístěna část sídliště laických služebníků z kláštera a založena osada. V 18. století byl kostelík po požáru barokně přestavěn. V 80. letech 20. století prošel opravami a byl přebudován na koncertní a výstavní síň. Zachoval se pozdně gotický portál z červeného pískovce, který slouží jako vstup do areálu. Součástí kostela je klidová relaxační zóna vzniklá ze zrušeného hřbitova s barokní šestibokou kostnicí. V areálu u jižní hradby se nachází hrobka malíře S. H. Pinkase s náhrobní deskou od sochaře Bohumila Kafky.[7]

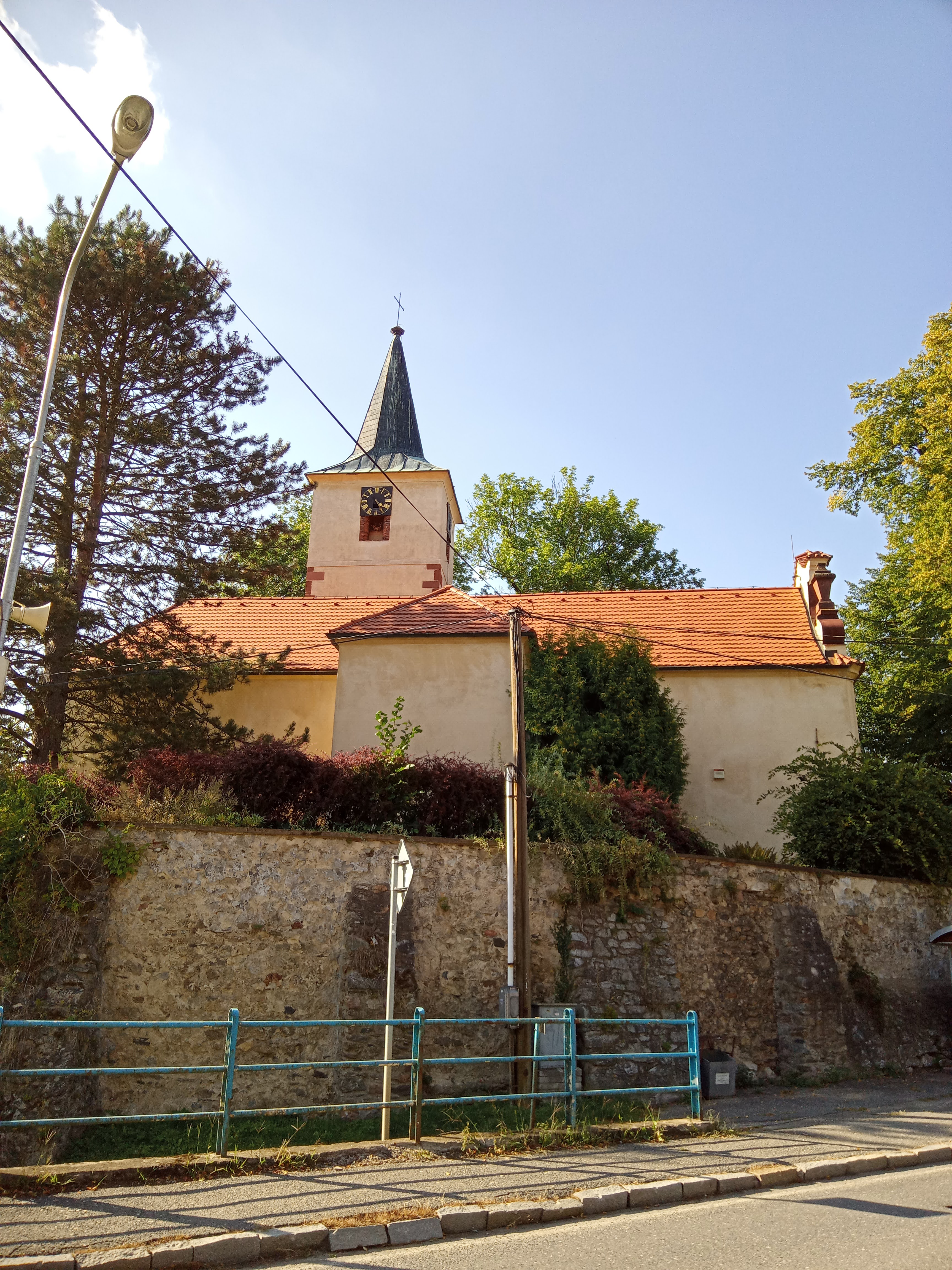
Kostel svatého Martina, pohled z Benešovské ulice

- Kostel Opata Prokopa (využíván k bohoslužebným účelům Církví československou husitskou).
- Lom Bílý kámen: Pravěký lom krystalického vápence a patří k nejstarším evropským příkladům pravěké těžby.
- Na ostrožně nad jihozápadním okrajem města se dochovaly pozůstatky raně středověkého hradiště u Dojetřic.Sklárny Kavalierglass, vrátnice a administrativní budova

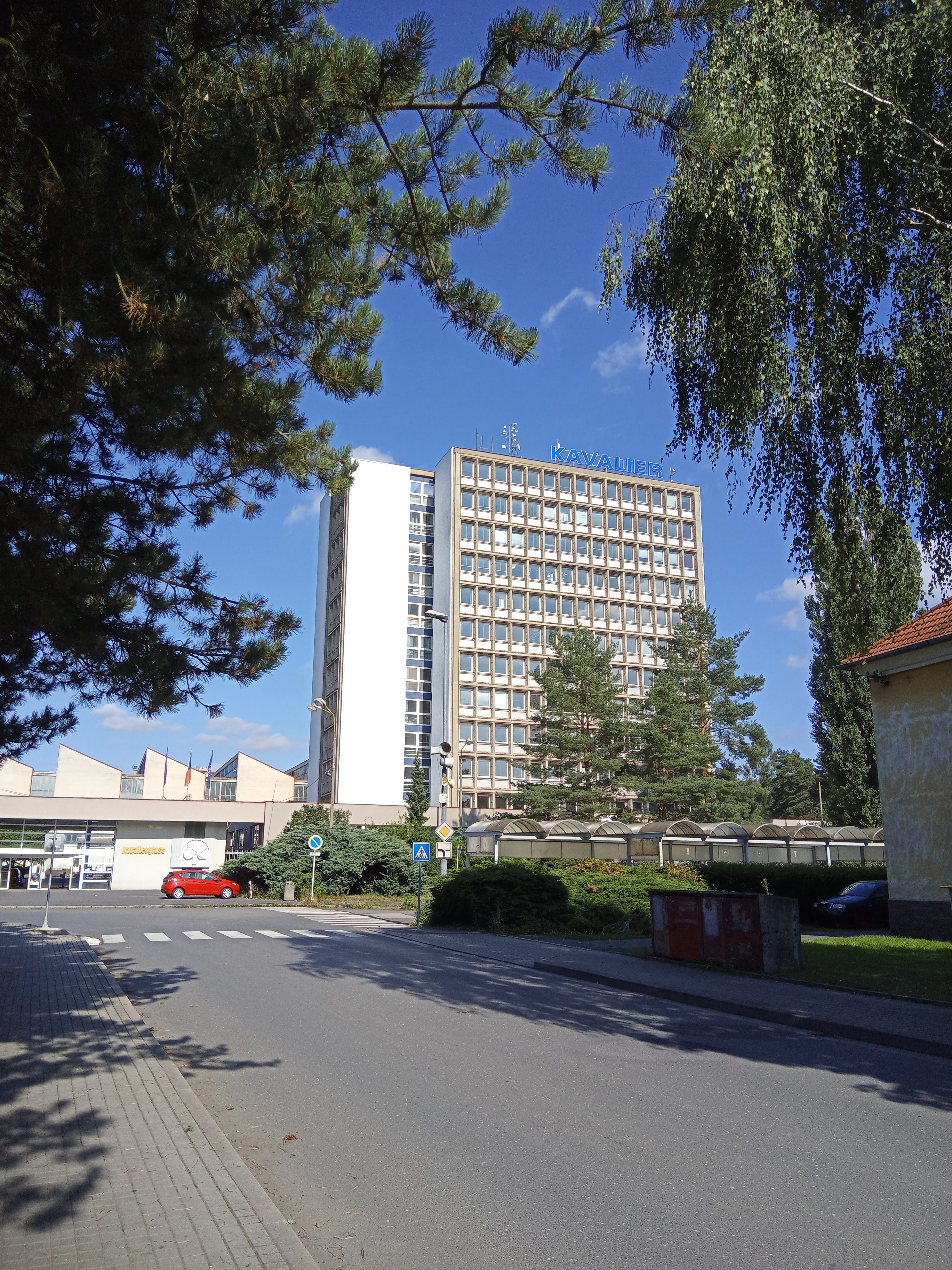
Sklárny Kavalierglass, vrátnice a administrativní budova

- Sklárny Kavalierglass – Nejstarší huť, zvaná Svatoprokopská (huť se nedochovala, na místě je jen kamenný pomník), byla založena v roce 1837 českým sklářem Františkem Kavalírem. Podařilo se mu vyvinout chemicky a tepelně odolné sklo, které brzy proslulo v celé Evropě. Pokračovateli Františka Kavalíra byli jeho 3 synové. Antonín Kavalír vyvinul speciální odolné laboratorní sklo UNEXCELLED, Josef Kavalír vybudoval v Sázavě druhou huť zvanou František s moderním plynovým vytápěním a Vladimír Kavalír s Josefem postavili již třetí sklářskou huť Josef. Sklo se vyvíjelo a sklářské hutě se dál rozšiřovaly. Začátkem 20. století sklárna uvedla první borokřemičité laboratorní sklo Palex, kterým si udržela přední postavení na trhu. Sklárna ustála válečné období i hospodářskou krizi díky výrobě domácenského varného skla. V padesátých letech byla vyvinuta další borokřemičitá skla SIAL a SIMAX. V sedmdesátých letech 20. století sklárny prošly velkou rekonstrukcí a modernizací. Výroba se zautomatizovala, začalo se tavit v elektrických pecích, na trh byly uvedené varné domácenské lisované a foukané výrobky ze SIMAXU a tím prudce stoupla produkce skla i jeho vývoz. V roce 1983 Sklárny Kavalier získaly velmi lukrativní zakázku na realizaci obkladových stěn dvou stanic pražského metra a také zakázku na skleněné bloky pro stavbu Nové scény Národního divadla v Praze. Sklárny Kavalier se v roce 2009 přejmenovaly na Kavalierglass.[42]

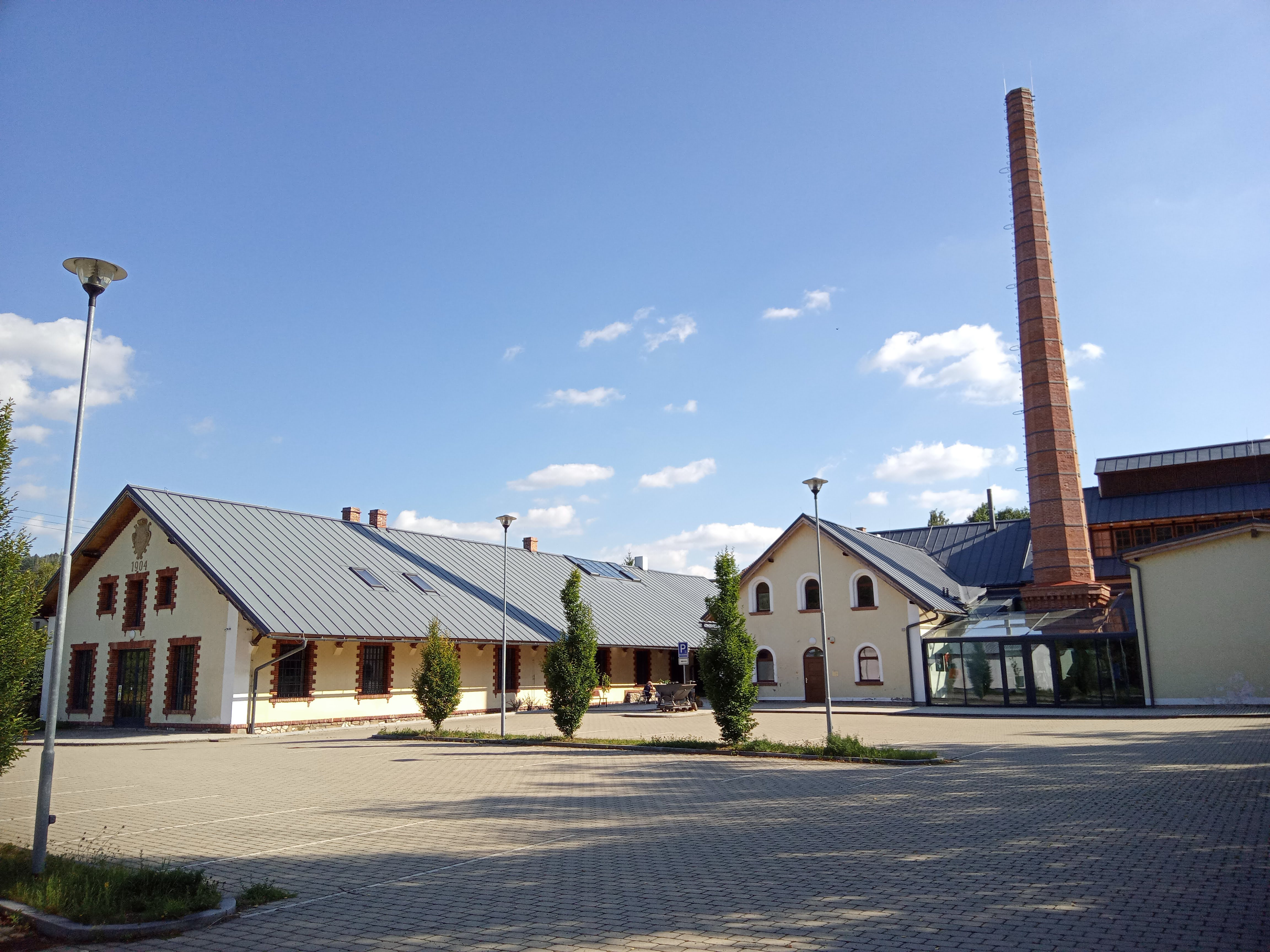
Centrum sklářského umění – Huť František v Sázavě

- Ze staré hutě František, která je od roku 2010 zapsána na seznam kulturního dědictví, vybudovala Nadace Josefa Viewegha Centrum sklářského umění Huť František se stálou expozicí skleněných plastik českých i světových výtvarníků ze sbírky Mezinárodních sklářských sympozií IGS.
- Nivní louka Votočnice se nachází v zákrutu řeky Sázavy pod vyústěním Čertovy brázdy. Jsou na ní vybudovány 3 tůně. Nachází se zde cenný biotop s chráněnými živočichy a rostlinstvem. Podle legend se na louce Votočnici otáčel sv. Prokop se zapřaženým čertem při orání Čertovy brázdy. Loukou prochází i naučná stezka.
- Čertova brázda je rokle s potokem či tektonický zlom, který vede ze Sázavy do Chotouně. Mohla být i pravěkou a raně středověkou obchodní stezkou vedoucí z Polabí přes Sázavu do jižních Čech.[7] Brázda je již z větší části zaoraná a špatně čitelná. Legendy vyprávějí, že Prokop zapřáhl čerta a vyoral s ním tuto brázdu.

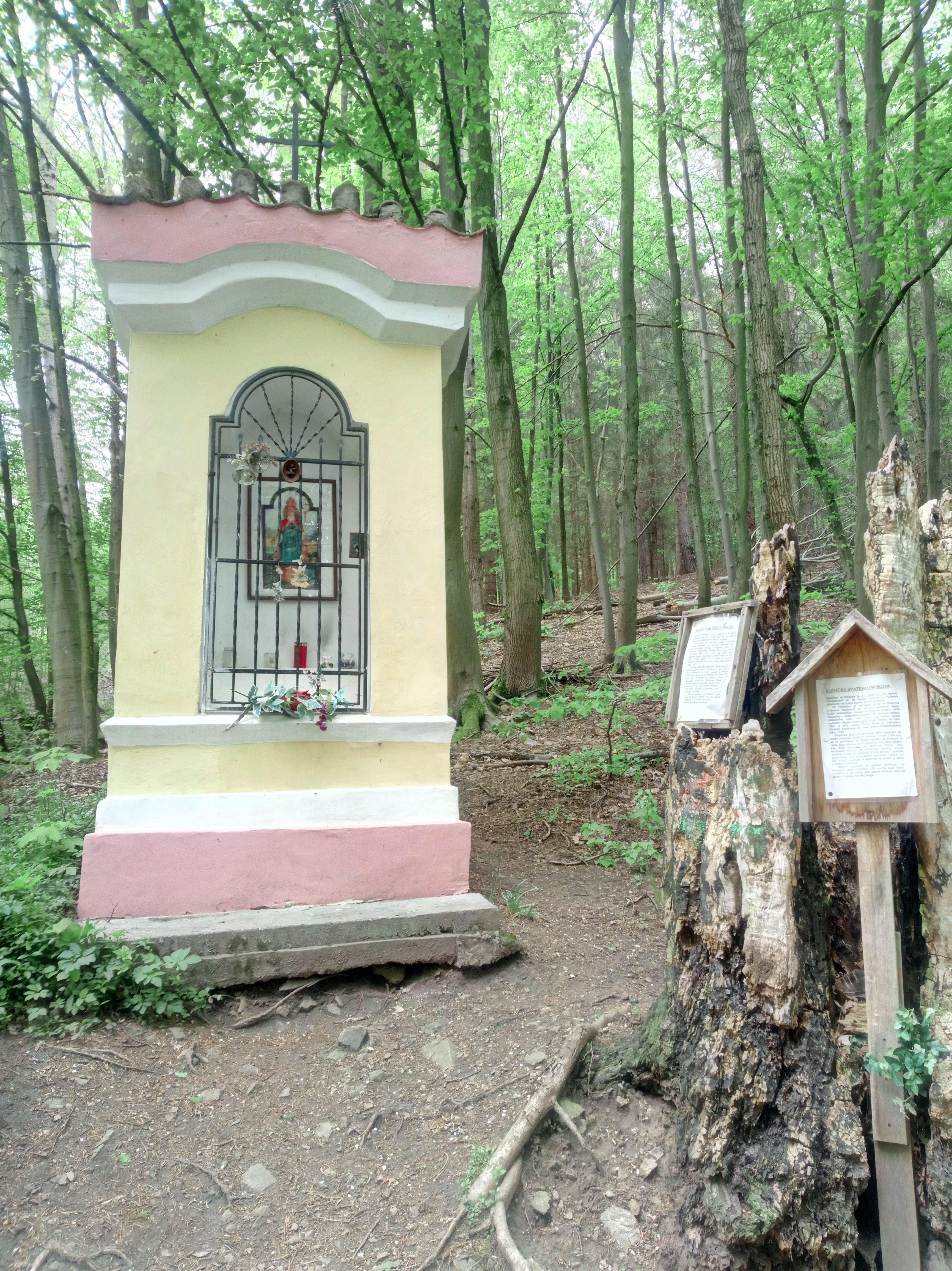
Výklenková kaplička z první poloviny 18. století s vyobrazením svatého Prokopa se spoutaným čertem

- Drobné sakrální objekty, např. studánka v Lázních, kaplička svatého Jana Nepomuckého, kaplička svaté Anny, kaplička v Čertově brázdě a Pyskočelská kaplička svatého Prokopa, celá řada křížků a Božích muk, např. kamenný kříž u kostela svatého Martina z roku 1860. Většina objektů byla postavena po oživení kultu uctívání svatého Prokopa v 18. století.

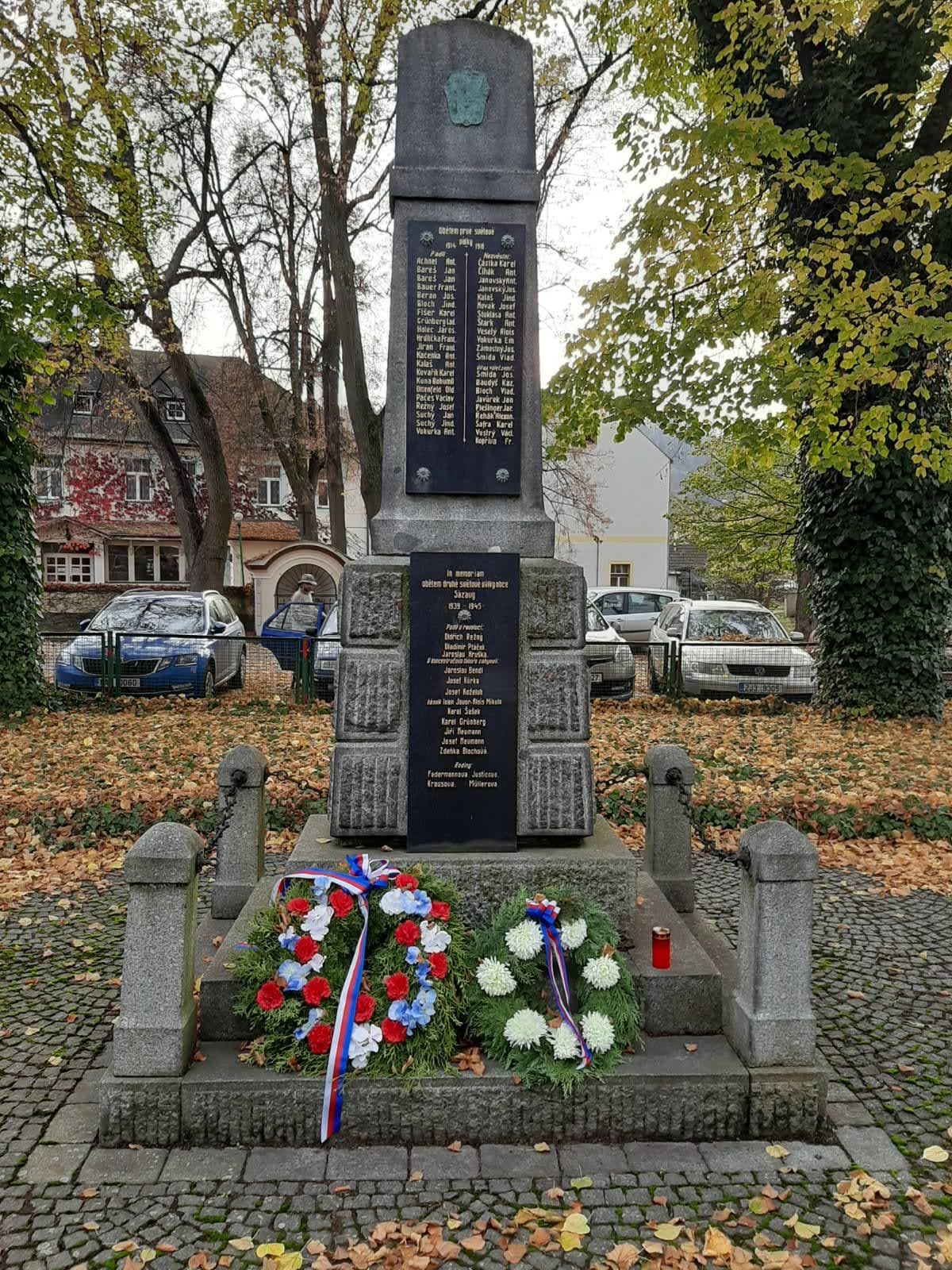
Pomník obětem první a druhé světové války mezi Benešovskou ulicí a Prokopovým nábřežím

- Pamětní deska Jaroslava Vedrala Sázavského je umístěna v Benešovské ulici – na budově dětského domova.
- Pomník obětem první a druhé světové války
- Strom svobody vysadili učitelé a žáci ZŠ Sázava v roce 1968, je umístěn v Poznaňské ulici u ZŠ.
- Pomník básníka Ivana Javora je umístěn nad řekou Sázavou, za jezem, pod železniční tratí.
- Pamětní deska faráře Jaroslava Bendla je umístěna na kostele sboru Českobratrské církve husitské na Prokopově nábřeží.
- Pamětní deska Vladimíra Ptáčka je umístěna v lese u silnice směrem na Dojetřice. Vladimír Ptáček padl na konci druhé světové války po střelbě ustupujících německých vojáků.[43]
- Pamětní deska Voskovce a Wericha je umístěna na náměstí V+W.

## Osobnosti
- Svatý Prokop, světec, patron České země, mnich, poustevník a první opat Sázavského kláštera. Narodil se v Chotouni na konci 10. století a zemřel v Sázavském klášteře 25. března 1053. Byl svatořečen v Římě v roce 1204. K Prokopovi se váže silný náboženský kult. Mnoho legend vypráví o Prokopovi a jeho životě, o založení kláštera, o souboji s tisíci démony, o tzv. Čertově brázdě i o světcových zázracích.
- Mnich sázavský, kronikář, který popisuje politické i kulturní dění 13. století, autor tzv. Kroniky mnicha sázavského, kde můžeme čerpat informace o životě svatého Prokopa a o založení Sázavského kláštera i jeho osudech. V sedmdesátých letech 12. století doplnil mnich sázavský Kosmovu kroniku českou.
- Jiří Voskovec, herec a sázavský rodák
- Soběslav Hyppolit Pinkas, dědeček Jiřího Voskovce, si nechal u Čertovy brázdy postavit chalupu.
- Otomar Korbelář, hudebník, herec, režisér a ředitel divadla
- Rodina Kavalírova – František Kavalír založil sklárny, jeho žena Antonie Kavalírová sepsala knihu "Paměti babičky Kavalírové". V rozvoji skláren pokračoval jejich syn Josef Kavalier. Jejich dcera, básnířka Fričová, se stala ženou Josefa Václava Friče. Jejich pravnučkou byla Pavla Fořtová-Šámalová, malířka a ilustrátorka. Po Františku Kavalírovi a Pavle Fořtové jsou v Sázavě pojmenovány ulice.

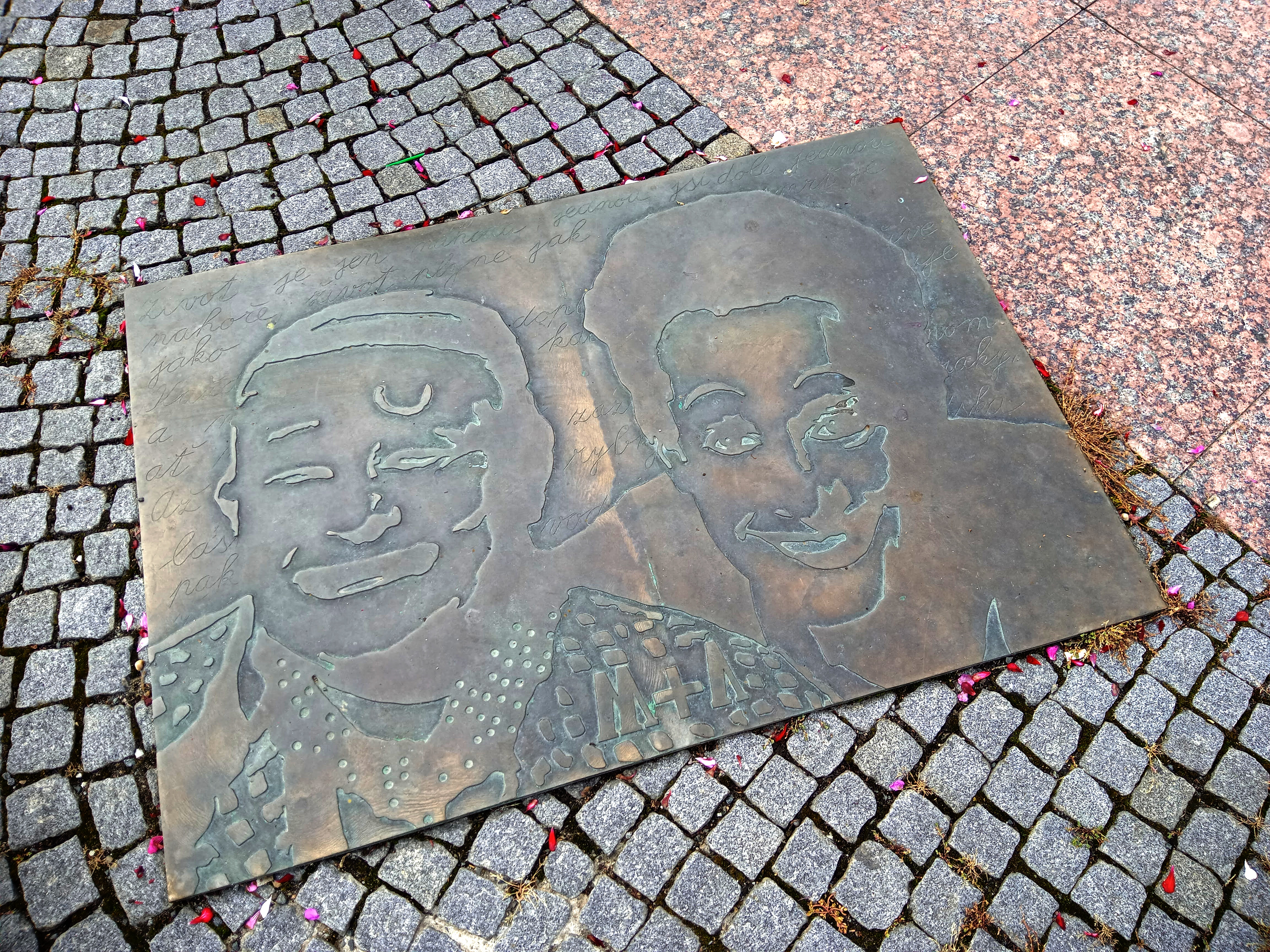
Pamětní deska na náměstí Voskovce a Wericha. Autor: Laco Sorokáč

- Karel Method Klement, benediktýnský mnich, který se podílel na obnově poutního místa i na prvních archeologických průzkumech kláštera.
- Jaroslav Veris, malíř, scénograf a ilustrátor
- Jindřich Snížek, regionální redaktor a spisovatel
- Pavel Kohout, básník, dramatik, exilový spisovatel, filmový režisér, politický spisovatel a romanopisec
- Michal Viewegh, spisovatel
- Oldřich Tichý, akademický malíř
- Laco Sorokáč, akademický sochař[7]

## Galerie

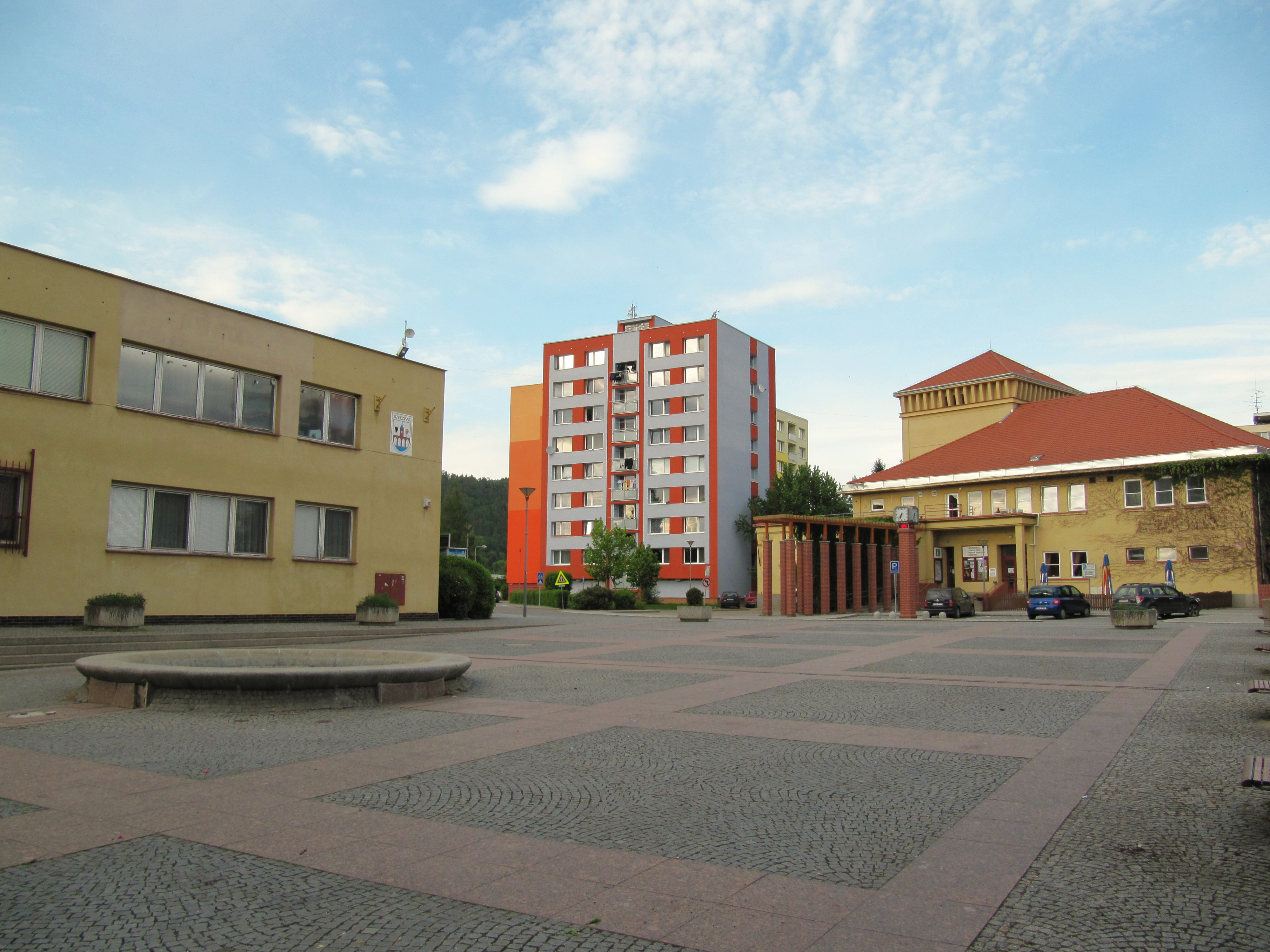
Náměstí
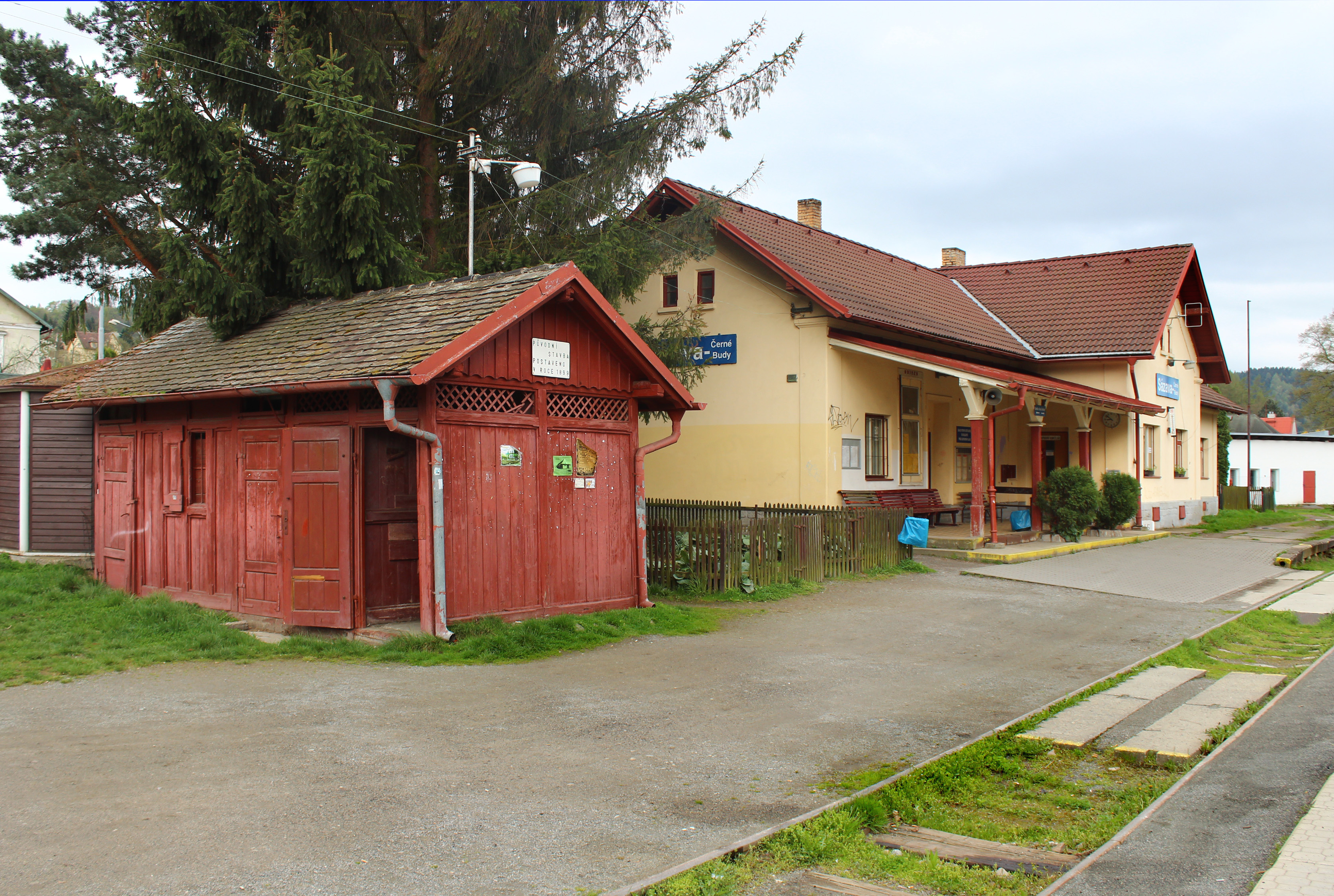
Nádraží Sázava – Černé Budy
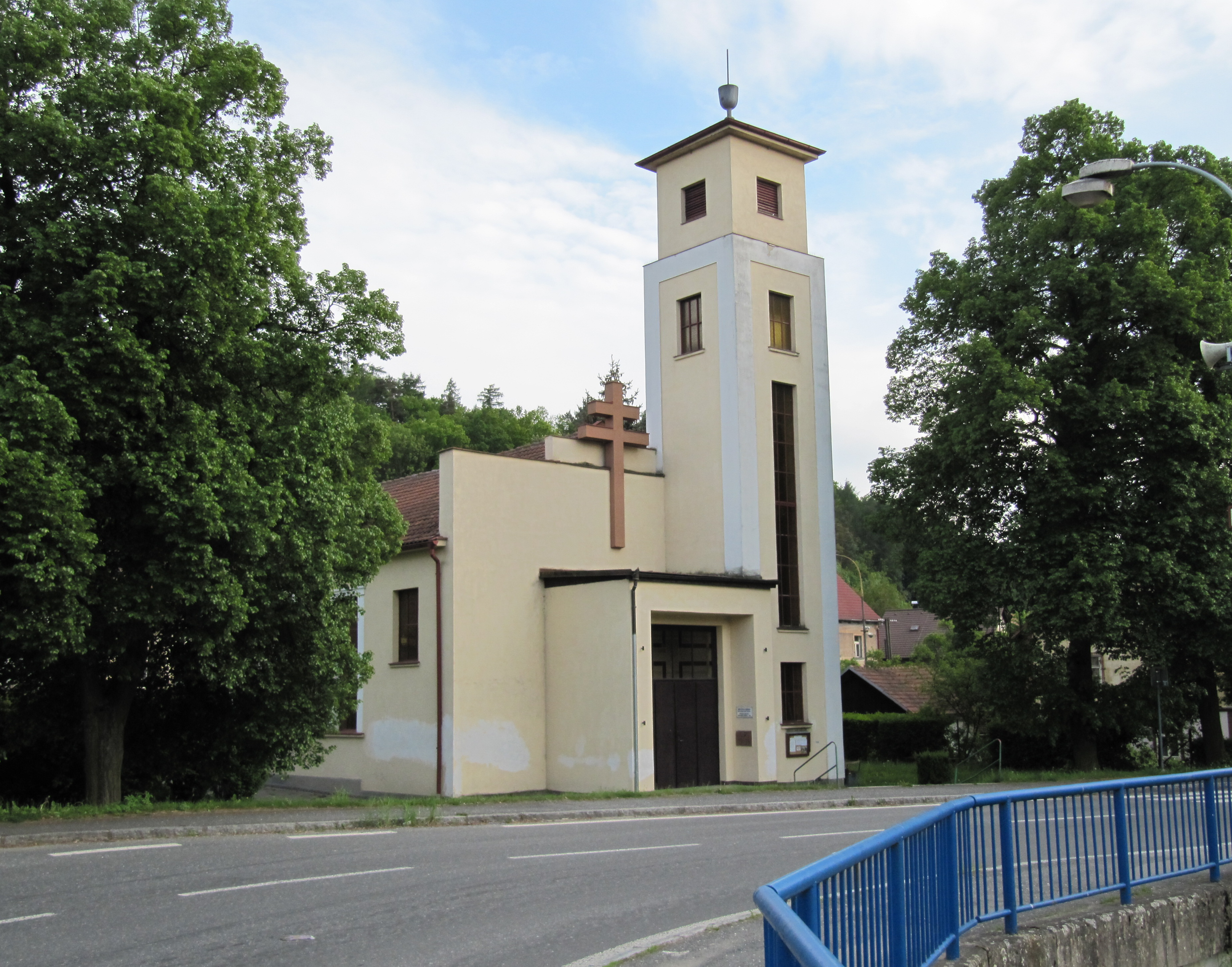
Husitský kostel
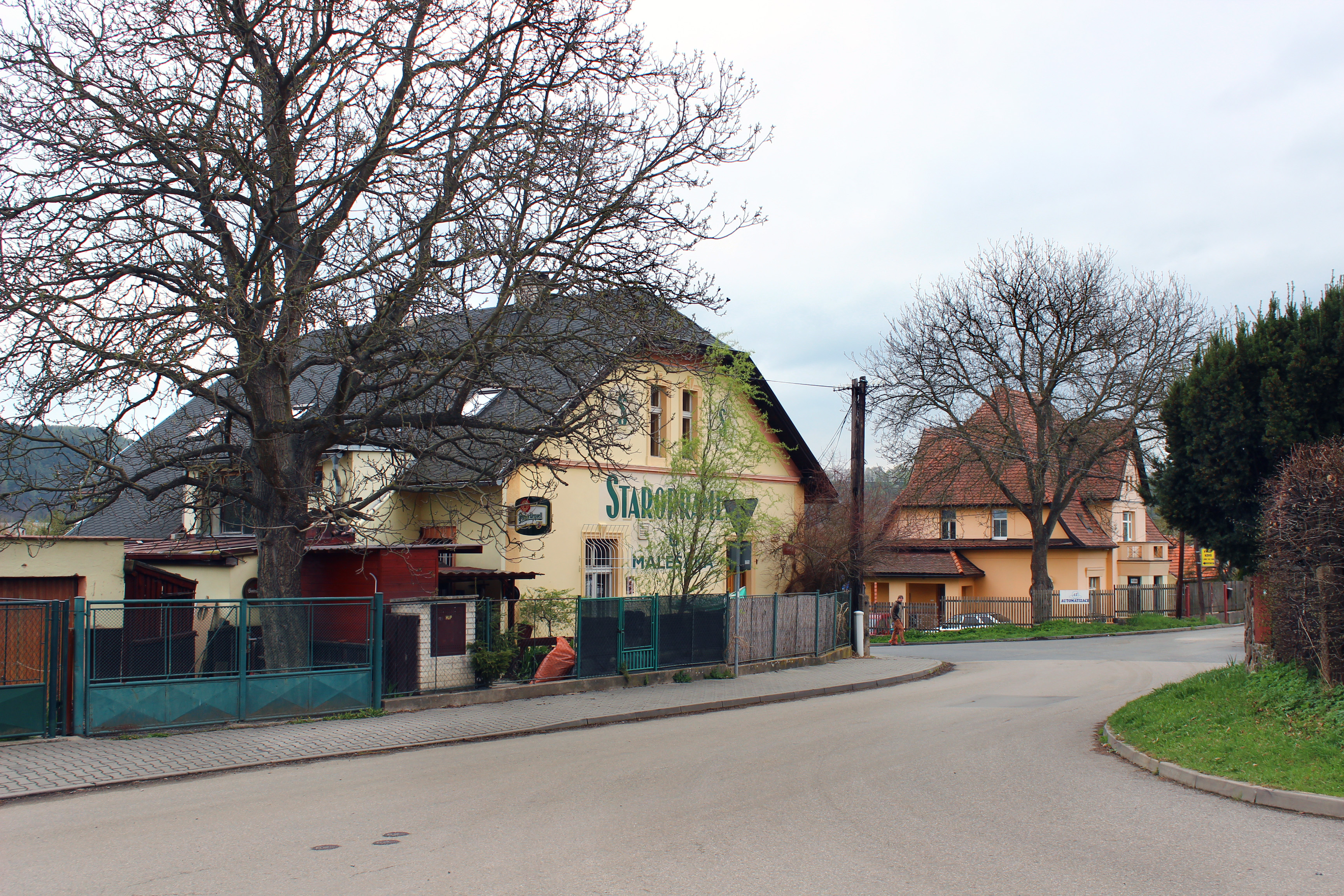
Budínská ulice